# Entraigues-sur-la-Sorgue
Pour les articles homonymes, voir Entraigues.
Entraigues-sur-la-Sorgue est une commune française située dans le département du Vaucluse, en région Provence-Alpes-Côte d'Azur. Elle fait partie du Grand Avignon.
Ses habitants sont les Entraiguois.

## Géographie
La commune, située à une altitude de 30 m, s'étend sur 1 657 ha.
Elle se situe dans le bassin alluvial de la Sorgue d'Entraigues, affluent de l'Ouvèze.

### Accès
La commune est située à 10 km d'Avignon, préfecture du département et à 13 km de Carpentras, une des deux sous-préfectures avec Apt. Entraigues est reliée à ces deux villes par la route départementale 942.
Les routes départementales 16 et 32 traversent la commune.
L'autoroute A7 passent à environ un kilomètre de la commune et permet de prendre la route d'Orange (27 km), de Valence (125 km) et de Lyon (225 km) vers le nord ou de Cavaillon (30 km), Marseille (100 km) et Aix-en-Provence (82 km) au sud.
Depuis avril 2015, la gare est desservie par des trains en provenance de Carpentras et à destination d'Avignon centre et TGV à la suite de la réouverture au service voyageurs de la ligne de Sorgues - Châteauneuf-du-Pape à Carpentras.

### Communes limitrophes
| Bédarrides | Bédarrides                 | Althen-des-Paluds    |
| Sorgues    | Entraigues-sur-la-Sorgue   | Pernes-les-Fontaines |
| Vedène     | Saint-Saturnin-lès-Avignon | Pernes-les-Fontaines |

### Relief
C'est une commune plate à l'altitude moyenne de 30 mètres car, à l'exception du vieux village bâti sur un rocher de safre coquillier, on trouve à l'est du territoire communal le quartier des Hautures à 30 mètres et à l'ouest le quartier Queue-Longue à 29 mètres. Au sud, en amont de la Sorgue, la rivière entre dans la commune au niveau de la Bastide de Trévouse à une hauteur de 35 mètres et quitte la commune près de Bédarrides à 25 mètres d'altitude.
La frontière avec Sorgues, située à l'ouest d'Entraigues, est géographiquement symbolisée par le Mourre de Sève, haut de 110 mètres. La commune est dominée par le mont Ventoux.

### Géologie
La ville ancienne est construite sur une roche datant de l'helvétien (miocène) ; de la terre alluviale entoure ce rocher contenant de nombreux coquillages.

### Hydrographie et eaux souterraines

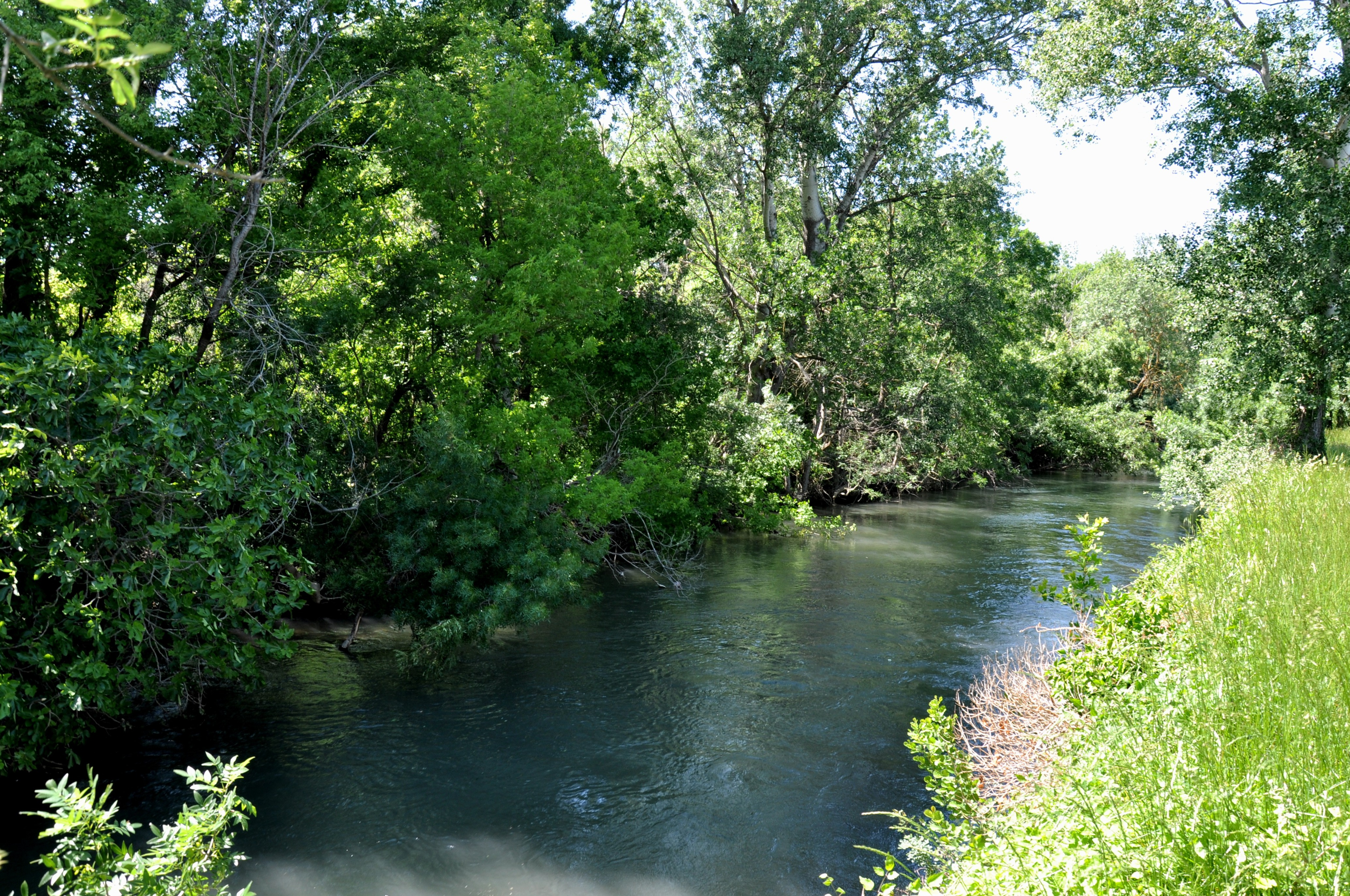
La Sorgue à Entraigues.

La commune est irriguée par les nombreux bras de la Sorgue, dont le principal porte le nom de Sorgue d'Entraigues. Plusieurs dizaines de kilomètres de fossés — les plus petits sont appelés également roubines– parsèment le territoire communal pour réguler les flux hydriques (depuis décembre 2003, il n'y a plus eu d'inondations dans la commune), dont 50 kilomètres sont classés « syndicaux » car leur importance pour l'écoulement nécessite un entretien particulier.

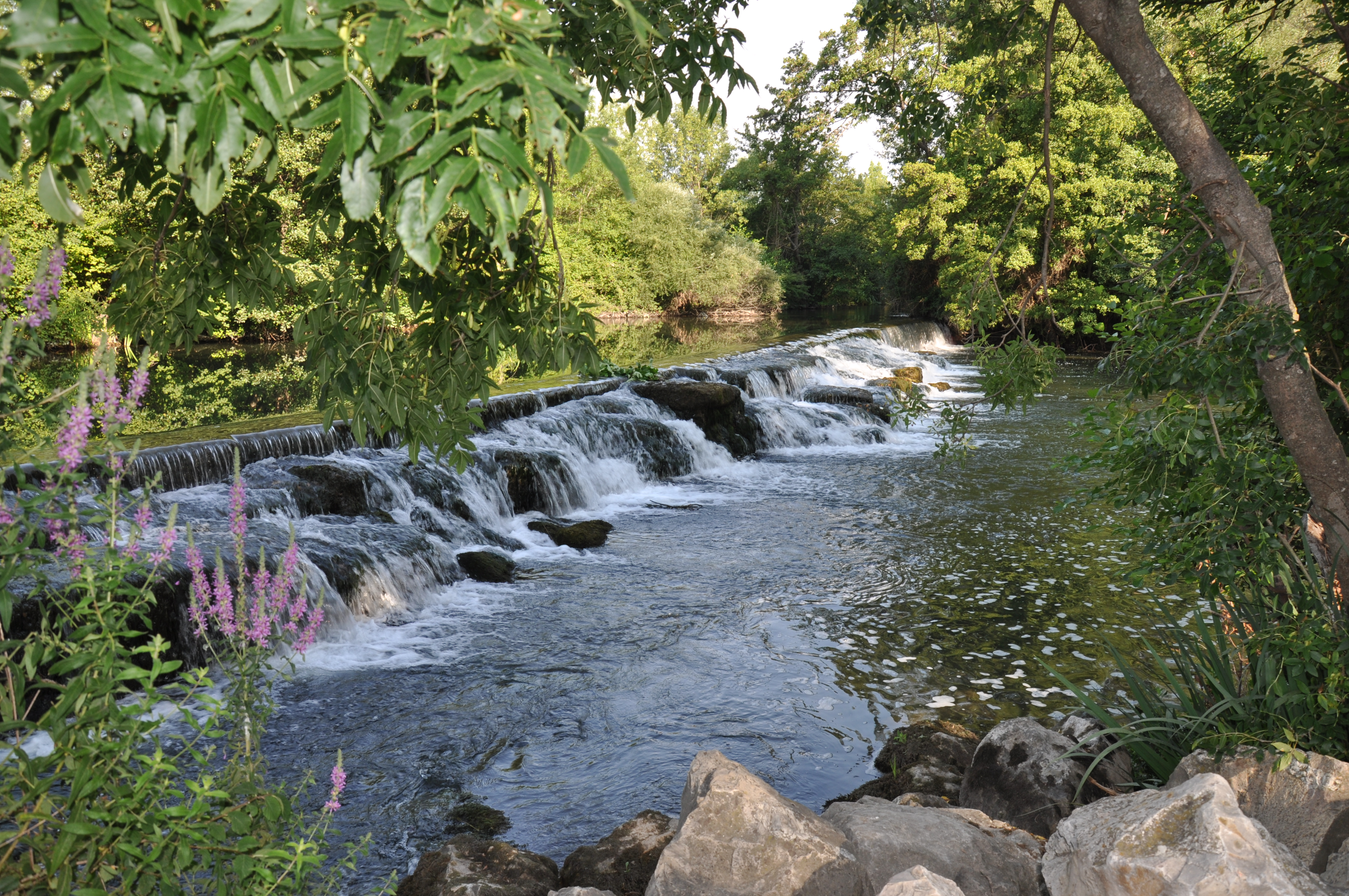
La cascade d'Entraigues.

Le réseau de Sorgue qui traverse la commune prend sa source à Fontaine-de-Vaucluse et va se jeter dans l'Ouvèze, à Bédarrides.
Anciennement s'étaient formés des marécages sur les terrains les plus plats et dès l'époque romaine, des travaux d'assainissement furent entrepris avec la création de canaux qui sont nommés  mayres ou fioles selon leur importance. C'est surtout au XIe siècle que les travaux furent les plus importants par l'effort des moines qui creusèrent les fossés et assainirent les terres en drainant les sols, permettant l’irrigation l'été et facilitant l'évacuation des eaux en cas de crue. Ces travaux permirent d'utiliser la force de l'eau à des fins industrielles (voir chapitre industrie).
La Sorgue présente des caractéristiques tout à fait atypiques en comparaison d'autres cours d'eau de la région, car bien que située dans le bassin méditerranéen, cette rivière provient de la résurgence de Fontaine-de-Vaucluse, ce qui lui permet un débit constant en saison chaude comme en saison hivernale, tout à fait différent du régime d'une rivière torrentielle, typique de la zone méditerranéenne. Bien qu'étant son affluent, la Sorgue est donc complètement différente de l'Ouvèze. La température de l'eau est également constante et froide, ce qui permet d'observer une flore et une faune peu habituelles sous ce climat.
La partie amont et surtout aval de la Sorgue, au niveau de la commune d'Entraigues, est classé zone Natura 2000. En termes de faune, on y retrouve les espèces suivantes : martin-pêcheur d'Europe, castor d'Europe, triton palmé, couleuvre d'Esculape, truite, cinq poissons protégés (toxostome, bouvière, chabot, blageon, lamproie de Planer) et bien d'autres… Du côté de la flore, le côté atypique provient des ripisylves, végétation de bords de cours d’eau, avec la présence inédite en Méditerranée des espèces suivantes : l’aulne glutineux, le frêne oxyphylle, l’ormeau, le peuplier blanc, le peuplier noir, le saule blanc, le saule cendré, le saule pourpre, le noyer, le chêne pédonculé ou encore le noisetier.

### Sismicité
Les cantons de Bonnieux, Apt, Cadenet, Cavaillon et Pertuis sont classés en zone Ib (risque faible). Tous les autres cantons du département de Vaucluse sont classés en zone 1a (risque très faible). Ce zonage correspond à une sismicité ne se traduisant qu'exceptionnellement par la destruction de bâtiments.

### Climat
Pour des articles plus généraux, voir Climat de Provence-Alpes-Côte d'Azur et Climat de Vaucluse.
En 2010, le climat de la commune est de type climat méditerranéen franc, selon une étude du Centre national de la recherche scientifique s'appuyant sur une série de données couvrant la période 1971-2000. En 2020, Météo-France publie une typologie des climats de la France métropolitaine dans laquelle la commune est exposée à un climat méditerranéen et est dans la région climatique  Provence, Languedoc-Roussillon, caractérisée par une pluviométrie faible en été, un très bon ensoleillement (2 600 h/an), un été chaud (21,5 °C), un air très sec en été, sec en toutes saisons, des vents forts (fréquence de 40 à 50 % de vents > 5 m/s) et peu de brouillards. 
Pour la période 1971-2000, la température annuelle moyenne est de 14,2 °C, avec une amplitude thermique annuelle de 18 °C. Le cumul annuel moyen de précipitations est de 680 mm, avec 5,9 jours de précipitations en janvier et 2,7 jours en juillet. Pour la période 1991-2020, la température moyenne annuelle observée sur la station météorologique de Météo-France la plus proche, « Avignon », sur la commune d'Avignon à 11 km à vol d'oiseau, est de 15,0 °C et le cumul annuel moyen de précipitations est de 648,8 mm. 
La température maximale relevée sur cette station est de 42,8 °C, atteinte le 28 juin 2019 ; la température minimale est de −9,9 °C, atteinte le 2 mars 2005,,. 
Les paramètres climatiques de la commune ont été estimés pour le milieu du siècle (2041-2070) selon différents scénarios d'émission de gaz à effet de serre à partir des nouvelles projections climatiques de référence DRIAS-2020. Ils sont consultables sur un site dédié publié par Météo-France en novembre 2022.

## Urbanisme

### Typologie
Au 1er janvier 2024, Entraigues-sur-la-Sorgue est catégorisée centre urbain intermédiaire, selon la nouvelle grille communale de densité à sept niveaux définie par l'Insee en 2022.
Elle appartient à l'unité urbaine d'Avignon, une agglomération inter-régionale regroupant 59  communes, dont elle est une commune de la banlieue,,. Par ailleurs la commune fait partie de l'aire d'attraction d'Avignon, dont elle est une commune de la couronne,. Cette aire, qui regroupe 48 communes, est catégorisée dans les aires de 200 000 à moins de 700 000 habitants,.

### Occupation des sols
L'occupation des sols de la commune, telle qu'elle ressort de la base de données européenne d’occupation biophysique des sols Corine Land Cover (CLC), est marquée par l'importance des territoires agricoles (67,4 % en 2018), en diminution par rapport à 1990 (72,3 %). La répartition détaillée en 2018 est la suivante : 
zones agricoles hétérogènes (60,8 %), zones urbanisées (22 %), zones industrielles ou commerciales et réseaux de communication (8,7 %), cultures permanentes (6,6 %), forêts (1,9 %). L'évolution de l’occupation des sols de la commune et de ses infrastructures peut être observée sur les différentes représentations cartographiques du territoire : la carte de Cassini (XVIIIe siècle), la carte d'état-major (1820-1866) et les cartes ou photos aériennes de l'IGN pour la période actuelle (1950 à aujourd'hui).

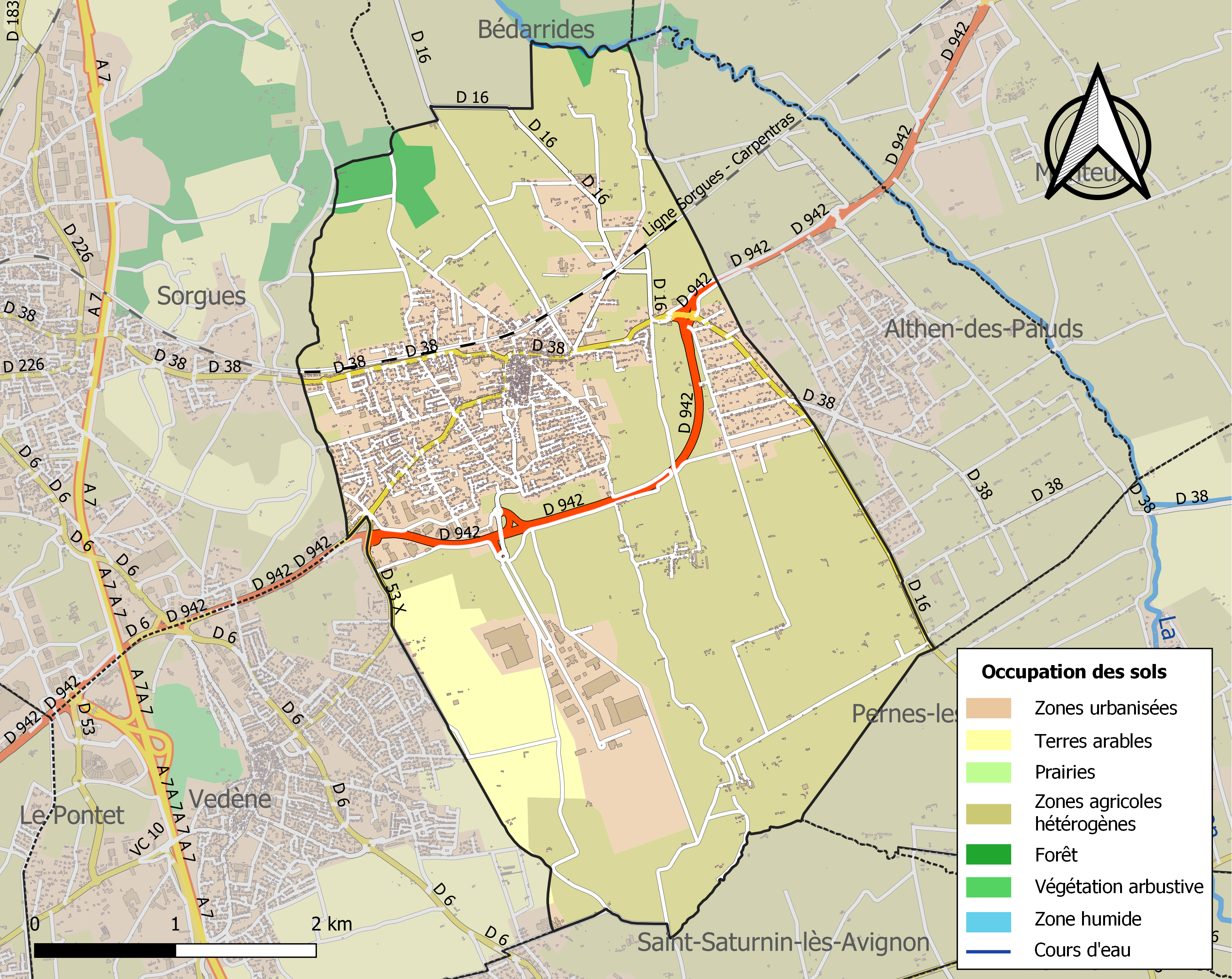
Carte des infrastructures et de l'occupation des sols de la commune en 2018 (CLC).

## Histoire

### Préhistoire et protohistoire
Durant cette longue période, le territoire de la commune se résume à un îlot émergeant au milieu d'une zone marécageuse. Si celle-ci fut traversée par des pêcheurs ou des chasseurs-cueilleurs, aucune trace n'a subsisté.
Concernant la protohistoire, il faut aller à la frontière ouest de la commune avec Sorgues, sur la colline ou Mour(r)e de Sève pour découvrir que celui-ci fut habité entre le VIe et le IIe siècle av. J.-C. (premier âge du fer). Le site fut abandonné avant l'arrivée des Romains.
Lors de campagnes de fouilles, on a retrouvé de nombreuses céramiques et amphores permettant de confirmer l'occupation à la période finale de l'hallstattien ou période étrusque et surtout de démontrer que l'influence des Phocéens de Massalia (Marseille) s'est fait ressentir jusqu'à l'intérieur de la Provence, vraisemblablement en remontant le Rhône. L'occupation a été démontrée par la présence de quartier d'habitation et d'un atelier de production de céramique.

### L'époque romaine
Concernant cette époque, peu de traces ont été découvertes sur la commune d'Entraigues, plusieurs sépultures ont été identifiées lors de travaux le long de la D 942 (2×2 voies Avignon/Carpentras). Ces tombes comprenaient des squelettes recouverts de pierres de calcaire coquiller ocre et datent de la fin du Bas Empire, période finale de l'Empire romain (IIIe siècle).
Cependant, bien avant, il est intéressant de voir qu'à seulement quelques kilomètres de là, s'est jouée l'histoire de la Gaule romaine et de la future Narbonaise. En 124 av. J.-C., Massilia (ancienne Marseille fondée par les Grecs, indépendante, mais en lien étroit avec les Romains) qui est en guerre avec ses voisins celto-ligures appelle les Romains pour lutter contre ces ennemis. Les Romains profiteront de l'occasion pour conquérir plus que l'arrière-pays de Massilia mais en fait l'ensemble du Sud de la Gaule.
Gaius Sextius Calvinus bat les Salyens et fonde leur première ville en Gaule, Aquae Sextiae Salluviorum (Aix-en-Provence) puis remonte vers le nord et c'est précisément en 121 av. J.-C. que Gnaeus Domitius Ahenobarbus (barbe rousse) bat le peuple des Allobroges à Vindalium, qui serait peut-être localisée au Mourre de Séve (au confluent de la Sorgue et du Rhône). Vingt mille Allobroges furent tués, trois mille restèrent prisonniers.
Cette défaite marque la ruine de la ville de Vindalium qui disparut sans laisser de traces. Après avoir battu les Saliens d'Aix et les Allobroges, les Romains continuent leur conquête avec la défaite du puissant peuple des Arvernes la même année à la confluence de l'Isère avec le Rhône. Les Romains impressionnèrent et effrayèrent leurs ennemis par leur troupe composée d'éléphants, animal inconnu des Gaulois. La Narbonaise prend naissance quelques années après en 118 av. J.-C.
Enfin, à la sortie Nord de la ville direction Bédarrides, après le domaine du Petit-Gigognan, quartier Vaucroze, il a été découvert sur une friche dominant la Sorgue, des vestiges gallo-romains, soit une construction importante, 25 mètres dans le sens nord-sud et plus de 100 mètres dans l'axe est-ouest. Ce qui paraît être la « grange » d'une exploitation agricole recouverte par une couche constituée par des fragments de tuiles et d'enduits muraux de couleur violette, avec trace d'incendie. À l'ouest de cette « grange », apparaissent des pièces d'habitation avec sol en béton fin polychrome (tuiles et silex), recouvert en surface par des cubes de mosaïque de basse époque, rosâtres et allongés.

### Pré-Moyen Âge
Avec la disparition de l'administration romaine dès la fin du Ve siècle sous les invasions au IIIe siècle des peuples dits « barbares » (Vandales, Goths, etc.), les envahisseurs germaniques s'établissent dans le Comtat Venaissin, Burgondes, Ostrogoths et Francs (achat aux Ostrogoths en 536 par Clotaire Ier, fils de Clovis - dynastie mérovingienne). L'insécurité est omniprésente et les villages se barricadent. La peste n'arrange rien à la fin du VIe siècle et au début du VIIe siècle.
Début du VIIe siècle, la décadence de la dynastie mérovingienne est en marche. Les rois n'ont plus aucune autorité et les vrais dirigeants de l'État sont les maires du palais (qui agissent pour le compte des rois), en particulier lorsqu'il s'agit d'hommes énergiques, comme Charles Martel.
En 711, les Sarrasins arrivent en Europe puis en Gaule et s'installent en Provence (735), ils ravagent notamment Carpentras, Vaison et Orange. Avignon est finalement reprise par Charles Martel une première fois en 737 et une deuxième fois en 739.
La Provence est sous domination franque et Avignon, Nîmes, Arles et Marseille sont rasées. La population fuit à nouveau dans les campagnes.
Les Francs ne sont pas appréciés pas les populations provençales, à savoir qu'ils ne représentent qu'une infime part d'une population très majoritairement gallo-romaine, à des postes de cadres politiques et militaires.
Charles Martel impose donc son autorité par ses victoires et c'est son fils, Pépin le Bref qui deviendra roi des Francs en 754 en fondant une nouvelle dynastie, la dynastie carolingienne en écartant les Mérovingiens (tonsuré, cloîtré et enfermé par ce dernier). Son fils, Charles (et donc petit-fils de Charles Martel) deviendra Charlemagne de par ses conquêtes qui lui permettront bientôt d’asseoir un Empire grand comme la quasi-totalité de l'Occident chrétien.
Charlemagne organise son territoire en nommant des intermédiaires, les comtes. Ils sont les pivots du royaume qui le représentent à travers son Empire. Ils sont chargés du maintien de l'ordre, de la justice et jouent le rôle de chefs militaires. Ils sont dévoués solennellement à Charlemagne et sont envoyés dans des territoires où ils n'ont pas d’intérêt personnel. Charlemagne a repris la notion de vassalité des Mérovingiens en y introduisant la notion de « bénéfice » qui sera au XIe siècle nommé « fief ». Pyramide géante qui va du comte qui rend hommage au roi ou à l'empereur au lien de vassalité entre un châtelain qui rend hommage à un grand seigneur. Le seigneur s'engage à protéger son vassal et lui donner un fief, une terre qui lui permet de vivre. En échange, le vassal lui jure fidélité. La vassalité a permis aux rois carolingiens de fidéliser et ainsi de mieux contrôler les comtes.

### Haut Moyen Âge
Après les héritages tirés du traité de Verdun en 843 entre les trois petits-fils de Charlemagne soit Lothaire Ier concernant la Francie médiane (qui comprend la Provence) se met en place une suite de successions, voire de batailles entre les descendants de la dynastie carolingienne et le comte Boson qui se voit accorder la couronne du royaume en 879 (royaume de Provence des Bivinides (879-928) pour ensuite finir entre les mains d'Hugues d'Arles qui le céda à Rodolphe II de Bourgogne qui forma le « royaume de Bourgogne et d’Arles ».
La Provence connait alors de nouvelles invasions sarrasines (différentes des incursions repoussées par Charles Martel). Guillaume Ier de Provence dit le Libérateur chassent de Provence les Sarrasins avec les troupes d'Ardouin, comte de Turin. Il sera inhumé selon ses vœux dans une chapelle de Sarrians, à quelques kilomètres d'Entraigues. En 924, ce sont les Hongrois qui envahissent la région, mais qui seront finalement repoussés vers Toulouse où ils seront anéantis par Raymond Pons.
Rodolphe III de Bourgogne n'ayant pas de descendants se voit dans l'obligation de céder son royaume à Henri III, roi de Germanie, remplacé ensuite par Conrad II le Salique. Les comtes de Provence vont prendre désormais une importance significative même s'ils deviennent les vassaux du Saint-Empire romain germanique car l'Empereur leur laissera une autonomie certaine.
Les plus anciennes références à la ville d'Entraigues semblent remonter au XIe siècle et évoquent la commune sous le nom de Interaquis / Interaquœ (Entre les eaux en latin). Entraigues était jusqu’alors constitué de marécages (nommés « paluds ») comme de nombreuses communes au nord-est d’Avignon (Sorgues, Bédarrides ou Vedène).
Ces terres de marais sont drainées et assainies, remplacés par des exploitations agricoles durant le Xe siècle.

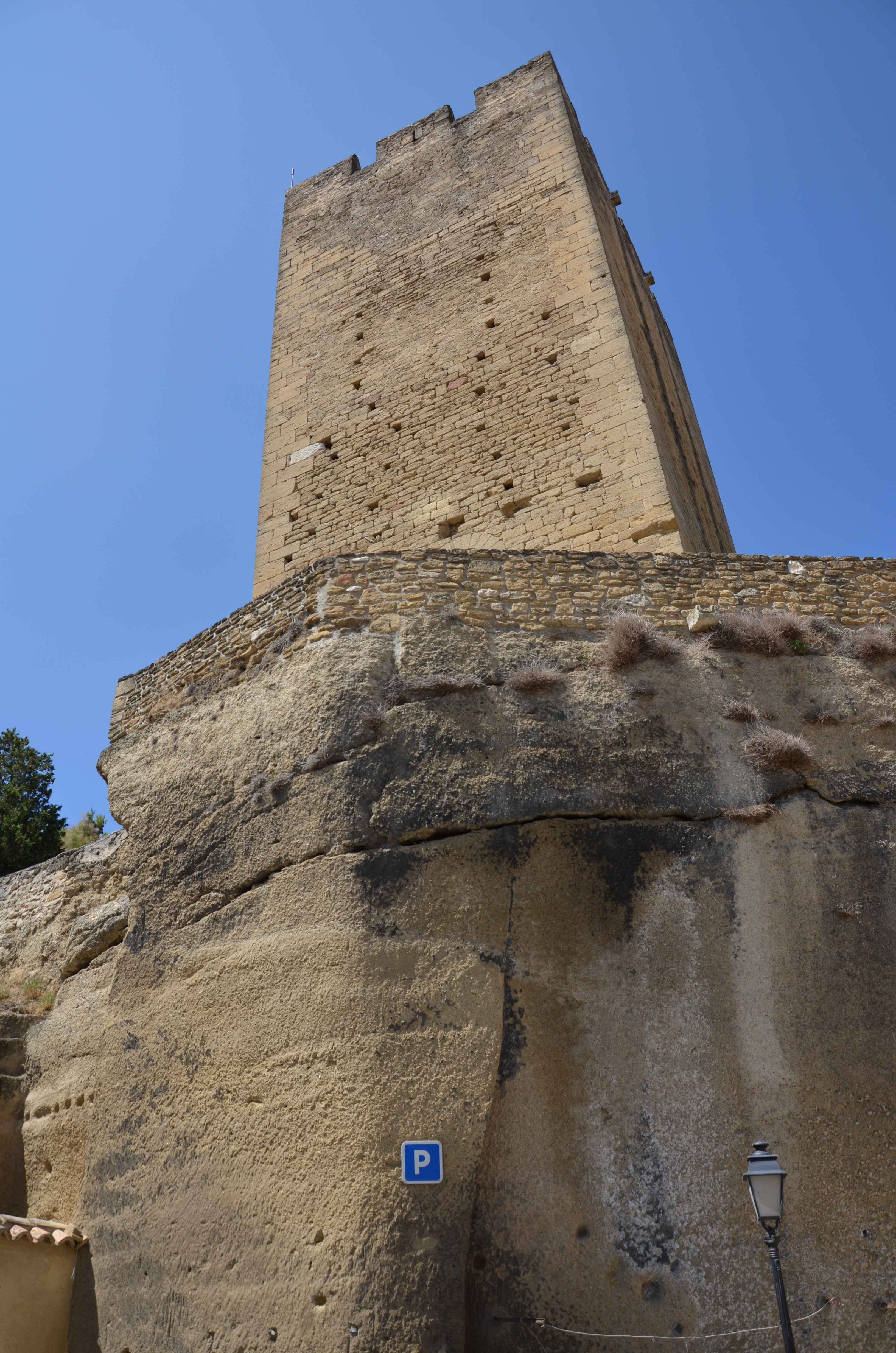
La tour des Templiers.

À cette époque, la Sorgue est canalisée afin de permettre l’irrigation. On voit également apparaître des moulins hydrauliques et des moulins à Foulon pour la fabrication de draps. La Sorgue permet un approvisionnement régulier en eau surtout en été (voir chapitre Hydrographie) et a particulièrement aidé l’irrigation des nouvelles cultures (atout majeur pour une commune soumise à un climat méditerranéen).
En 1050 Guillaume d'Ancézune est seigneur d'Entraigues ainsi que de Cadenet. Les Ancézune témoignent de l'influence des empereurs germaniques sur les terres de la rive gauche du Rhône qui leur auraient octroyé des fiefs à l'époque ottonienne. Il s'agit d'une des plus vieilles familles du Comtat. Son fils, Rambaud d'Ancézune sera seigneur d'Entraigues de 1105 à 1118.
Comme la majorité des villages du Comtat Venaissin, Entraigues se construit sur une colline, sur un rocher de safre (sable marneux miocène) coquillier de couleur rousse. La tour dite des Templiers fut construite aux XIe et XIIe siècles, vestige du Château Vieux. La localité n'est plus villa ou ager mais castrum et le château comprenait des logis, des dépendances et une chapelle dont subsistent quelques pans de murs au nord de la tour. On ne lui prête aucun rapport avec l'ordre des templiers fondé en 1118 à Jérusalem, mais cet ordre militaire est entré en possession en 1252 de l'église Saint-Pierre d'Entraigues qui appartenait jusque-là au prieuré Sainte-Marie de Lagrand.
On notera en 1125, le traité entre le comte de Toulouse, Alphonse Jourdain et le comte de Barcelone, Raimond-Bérenger III de Barcelone. Le Comtat Venaissin passe sous la souveraineté du comte de Toulouse dans le marquisat de Provence tandis que les terres situées au sud de la Durance sont rattachées au compte de Barcelone.
En 1222, Amaury Ier de Montfort cède ses droits sur le comté de Toulouse au roi de France, Louis VIII sous prétexte d'avoir favorisé l'hérésie des albigeois.
En 1229, le Comtat est attribué au Saint-Siège, mais ce dernier n'en prendra possession qu'en 1274, car le traité de 1229 n'a pas eu l'aval de l'empereur Frédéric II dont les comtes de Toulouse n'étaient que ses représentants locaux. Raymond VII reprend le Comtat sur décisions des seigneurs locaux qui suivent l'ordre de l'Empereur qui demande à toute la noblesse du comtat de reconnaître Raymond VII comme seigneur. Ainsi, les seigneurs d'Entraigues mais aussi de L'Isle-sur-la-Sorgue, Carpentras, Pierrelatte, Entrechaux, etc. prêtent serment d’allégeance à Raymond VII.
Barral des Baux, d'abord sénéchal de Raymond VII en 1232, devient podestat en 1246 et récupère les droits de plusieurs villes du Comtat, au nom du comte, dont Entraigues.
Ainsi, en 1247, Barral de Baux, détenteur de la juridiction entière depuis moins d'un an, inféode Entraigues à Raymond Amorosi (ce dernier devint par conséquent son vassal).
À la suite de la mort de Raymond VII en 1249 puis en 1271 de son successeur, Alphonse de Poitiers et quelques jours plus tard de son épouse, Jeanne de Toulouse, le marquisat de Provence est légué par testament à Charles d'Anjou. Cependant, le testament n'est pas respecté et c'est Philippe III le Hardi, neveu d'Alphonse de Poitiers et successeur de Saint-Louis, roi de France, qui prend le pouvoir sur les États du comte de Toulouse dont le Comtat. Cependant, en 1274, le nouveau pape Grégoire X fait valoir ses droits selon le traité de 1229 et décide Philippe III le Hardi, sans descendants, de lui léguer le Comtat, promis à l'époque de Saint-Louis.
Le Comtat Venaissin dont Entraigues devient une enclave dépendant de Rome et des papes.

### Bas Moyen Âge
Le Comtat Venaissin est donc terre pontificale. Le Saint-Siège est représenté par le recteur.
Entraigues appartient pour moitié en co-seigneurie à la chambre apostolique du Comtat (chargé des biens et droits temporels du Saint-Siège) et le restera jusqu'à la Révolution et en co-seigneurie aux seigneurs suivants :
En 1298, Bertrand (II Seigneur) des Baux (1er comte d'Avellino, fils de Barral des Baux) achète au recteur, Nicolò de'Franzesi, les terres d'Entraigues ainsi que celle de Loriol et de Bédoin.
Le 2 juin 1299, le nouveau recteur Mathieu de Chieti ou de Thèate réquisitionne sous prétexte d'un ordre du pape, le fief d'Entraigues à Bertrand des Baux.
Bertrand des Baux meurt en 1305 et transmet par héritage Entraigues à ses descendants.
C'est cette même année que Clément V est nommé Pape après de nombreuses oppositions françaises et italiennes au sein d'un conclave de onze mois qui subira l'influence de Philippe IV de France dit Philippe le Bel, second fils de Philippe III le Hardi et roi de France. Il est sacré le dimanche[réf. nécessaire] 14 novembre 1305 à Lyon par Philippe le Bel. Le nouveau pape hésitera durant quelques années avant de venir s'installer dans le Comtat. Rome est alors déchirée entre clans rivaux et émeutes régulières. De plus, depuis le schisme entre Église d'Orient et d'Occident, Rome est excentrée par rapport aux royaumes de France et d'Angleterre, grands rivaux de l'époque, et qui débouchera d'ailleurs sur la guerre de Cent Ans de 1337 à 1453.
En 1309, le pape Clément V arrive dans le Comtat Venaissin et ce n'est qu'avec Jean XXII que les papes s'installeront à Avignon à partir de 1316.
En décembre 1314, à la suite de la dot de la fille de Bertrand des Baux, Cécile, dite Rascasse des Baux en raison de son caractère bien marqué, Entraigues est cédée à son mari, Raymond Guilhem de Budos, Maréchal de la Cour pontificale et recteur du Comtat Venaissin de 1310 à 1317 et également neveu du pape Clément V.

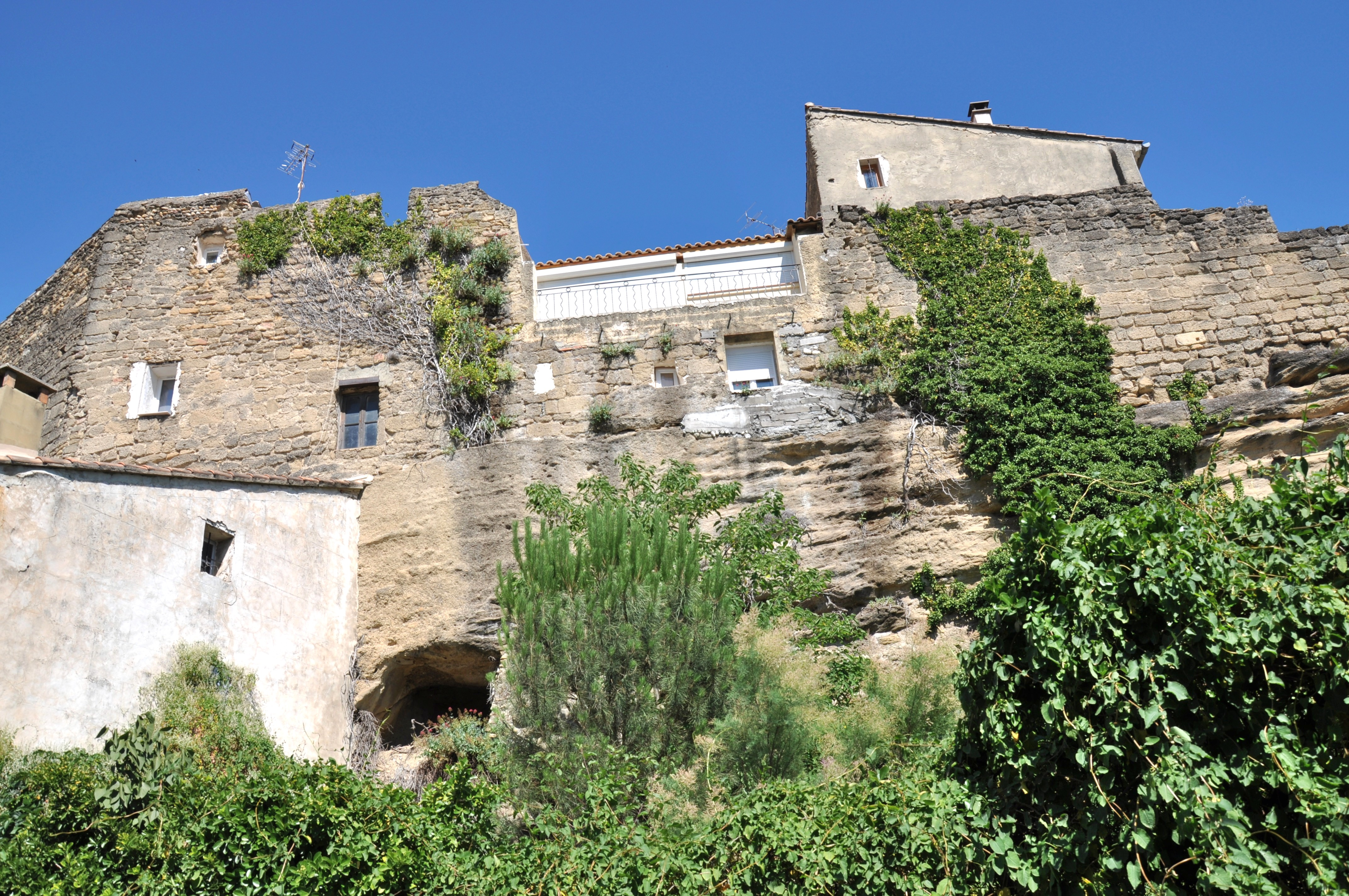
Vestiges de la Muraille.

La peste noire de 1348 ravage une bonne partie de la population. Le Comtat se met également en défense à la suite des hostilités contre la reine Jeanne de Naples, comtesse de Provence. Ordre est donné de fortifier villes et châteaux à partir de 1357. Les remparts servaient également à se mettre à l'abri des routiers (ex-mercenaires sans emploi regroupés en bande de pillards qui, parcourant les routes, ravagent les campagnes et pillent les villes). Les routiers, au nombre de 16 000 ont ravagé le Comtat au milieu du XIVe siècle.
Concernant Entraigues, il semblerait qu'en 1383, la population de la ville était si peu nombreuse (peste et autres ravages évoqués plus haut) qu'un officier pontifical imagine raser une partie du village, mais un accord fut trouvé avec l'officier pontifical en question, si les habitants de Saint-Saturnin-les-Avignon (village également dévasté) s'établissent à Entraigues, il ne sera plus question de destruction. Ainsi, une fois l'accord passé, de nouveaux remparts sont créés (fin du XIVe siècle).
Les remparts comportent plusieurs portes, celle dite du Real (1470), nommée porte Royale, celle de la « porte d'Avignon » faisant face au village et faisant partie de la première enceinte de la ville, comportant porte double, une herse et éclairée par une lanterne et enfin la dernière porte, du « portail Vert » qui pour cette dernière, donnait sur le quartier des fourrages. Un document de 1180 mentionnerait que la Sorgue passait à proximité des murs de la ville au levant, ce qui aurait d'ailleurs permis d'aider à l'irrigation des terres.
De 1309 à 1376, sept papes se seront succédé, Clément V résidant à Carpentras ou Malaucène et ensuite à Avignon, Jean XXII, Benoît XII, Clément VI, Innocent VI, Urbain V et Grégoire XI qui prendra la décision de ramener la papauté à Rome qui y restera définitivement même s'il faudra attendre le milieu du XVe siècle pour connaître le dénouement du Grand Schisme d'Occident.
Un vicaire est nommé et le Comtat reste bien territoire des papes.

### Renaissance

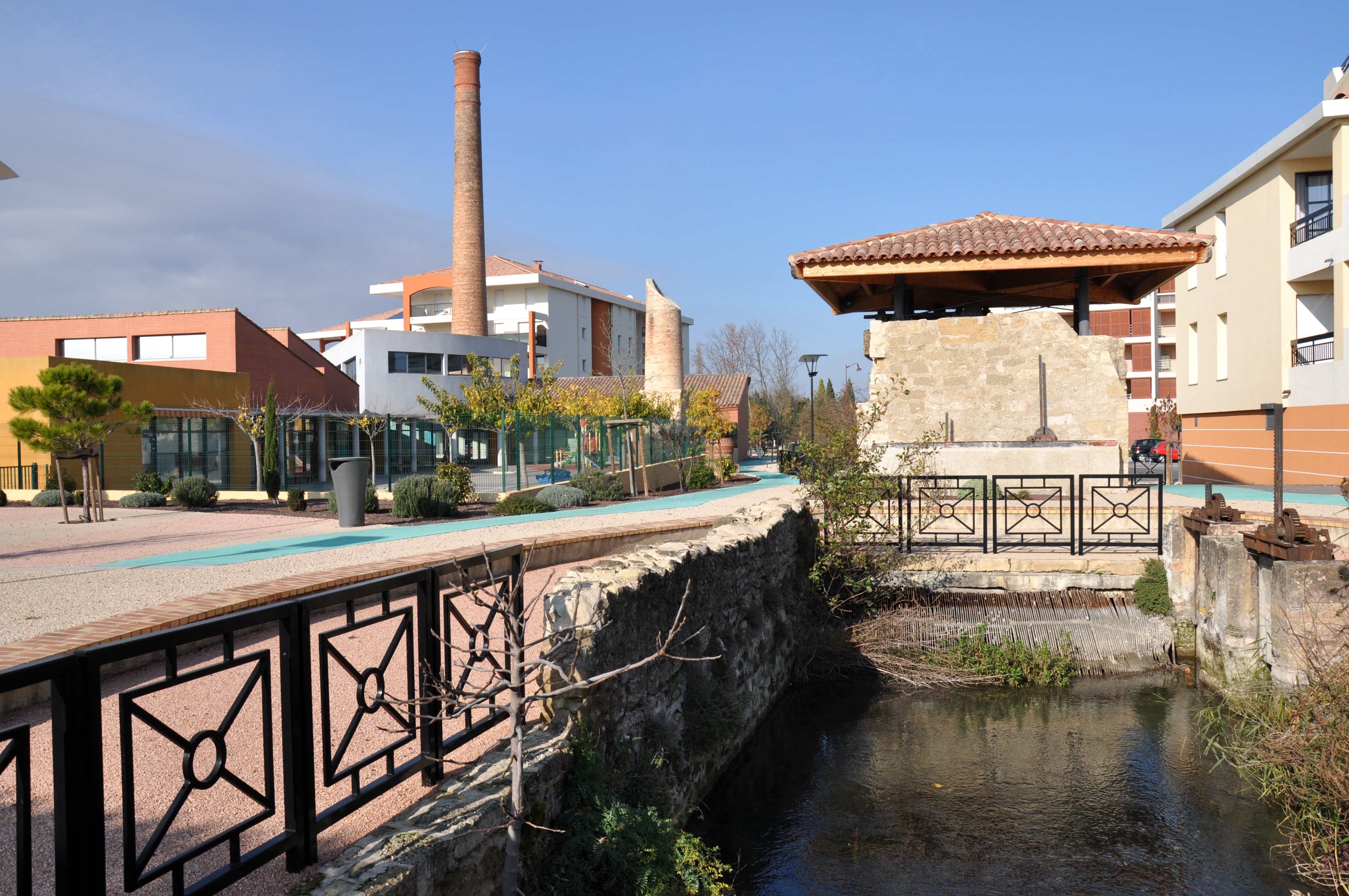
Quartier du Moulin des Toiles.

Du début du XVe siècle à 1568, les Cabassole du Real et les Mayaudi sont coseigneurs de la ville. Au XVIIe siècle, Entraigues fait partie de la dot d'une fille des Châteauneuf (coseigneurs depuis le début du XVIe siècle) et le domaine se retrouve entre les mains de Pierre de Montmorency,. Une génération plus tard, son fils, Charles de Montmorency épousa Anne de Montaigu qui récupéra Entraigues à sa mort et restera donc aux Montaigu jusqu'à la Révolution.
En 1490, il est attesté que des familles juives vivaient à Entraigues à l'image des nombreuses autres communautés judaïques que l'on retrouve dans le Comtat et principalement à Carpentras. Ils trouvent ici un refuge aux persécutions connues en Espagne, Allemagne et en France (domaine royal des territoires voisins au Comtat).
L'industrie du Comtat se retrouve à Entraigues avec la présence de moulins à blanchir la toile (XVIe siècle) sur le site actuel du quartier « Moulin des Toiles ». Cette industrie localisée le long des cours d'eau est dominée par les marchands, banquiers et trafiquants polyvalents, italiens en général. Le Moulin de ce quartier serait le plus vieux de la ville, mentionné déjà en 1454 comme moulin à moudre le grain et transformé en 1560, en moulin à blanchir la toile.
Sur le site du premier moulin à papier de la commune (1431), en 1514 et 1516, Jean-Jacques Trivulce (de son vrai nom Gian Giacomo di Trivulzio, marquis de Vigevano), grand maréchal de France obtient le droit de dériver les eaux du canal de la Faible (venant de Velleron) pour y implanter la culture du riz dans les paluds d'Entraigues. Des travaux d'aménagement de rizières sont réalisés, mais le risque d'inondation et d'épidémie liée aux eaux stagnantes ont raison des efforts entrepris. Il s'agissait pourtant des premiers essais de cultures de riz en Provence et vraisemblablement en France (contrairement à l'idée reçue de la Camargue), importée d'Italie (cultivée à la fin de XVe siècle autour de Milan et Vercelli) et qui malgré son extension (Monteux, Sarrians, Bédarrides, Carpentras) et son bon rapport ne fut pas développée pour les raisons indiquées plus haut.
Ainsi, si on construit un moulin à détriter le riz sur le site, il ne fut jamais utilisé comme tel car transformé dès 1526 en moulin à toiles, puis en 1602, en moulin à papier.
Il est donc attesté qu'Entraigues comptait comme d'autres villes du Comtat un moulin servant à la réalisation de papier à base de textile, chiffons, linges, loques. Cette industrie fut importée également d'Italie. Le papier est exporté en rames ou en balles vers les villes d'Avignon, Marseille ou Montpellier. Beaucoup des ouvriers viendront de la région alpine, mais peu d'Italie.

### Les guerres de Religion–XVIesiècle

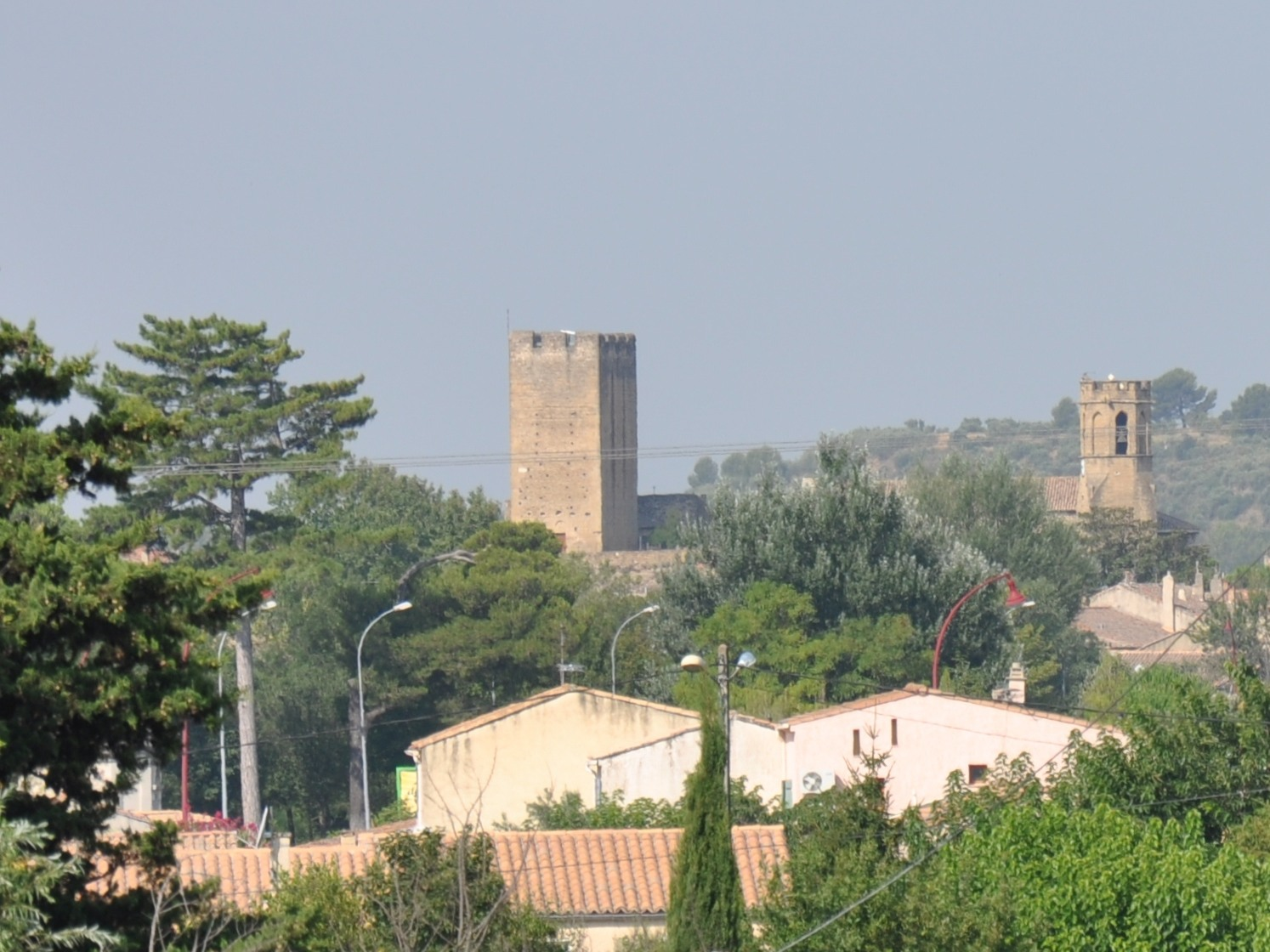
La tour des Templiers, l'église Saint-Pierre-des-Liens et le Mourre de Sève au loin.

Au XVIe siècle, Entraigues fut éprouvée par les guerres de Religion, épisode de déchaînement de violence et de ravage qui a déferlé sur la France de l'époque. Outre la question vaudoise, la guerre couve en 1547 puis dès 1560, le calvinisme et les chefs protestants s'emparent de certaines villes du Comtat. Chaque village, chaque château se met en défense. Les chefs protestants sont alors le Baron des Adrets et Charles Dupuy de Montbrun contre les catholiques représenté par François de la Baume, comte de Suze. Malgré les pertes (4 000 hommes morts à Orange) et les effectifs catholiques (7 à 8 000 hommes), les protestants prennent en 1562, de nombreuses villes du Comtat dont Entraigues.
Au moment où est signée la paix d'Amboise le 27 avril 1563, à l'issue de la première des huit guerres de Religion, la quasi-moitié du Comtat est aux mains des protestants. La route d'Avignon à Carpentras n'est plus sûre depuis l'occupation d'Entraigues. Toutes les villes voisines à Entraigues sont tenues par les protestants (appelés les huguenots) Bédarrides, Sorgues, Vedène, Monteux, Sarrians. Le maréchal de Vieilleville finit par obtenir que les troupes se retirent et applique l'édit d'Amboise avec le général des armes du pape, Fabrice Serbelloni.
Les guerres et les paix se succèdent malgré la famine et certains hivers rigoureux où les oliviers gèlent. Dominique Grimaldi d'abord recteur du Comtat puis archevêque d'Avignon devient vice-légat et général des armes en 1585. Les huguenots prennent à nouveau Entraigues en 1587 qu'ils rendront ensuite à Grimaldi qui dut réunir une très forte somme, ce qui lui demanda le concours et les contributions de la province. À l'issue des guerres en 1597/1598, le Comtat est endetté, ruiné et connaît une certaine misère. Par ailleurs, la chapelle Notre-Dame-des-Sept-Douleurs dont le presbytère actuel se trouve dans les restes du vieux château fut ravagée et incendiée par les huguenots en 1563 et 1588. L'église Saint-Pierre-aux-Liens, prieuré détruit lui aussi par les huguenots, a été rebâtie à peu de distance de l'ancienne chapelle Notre-Dame-des-Sept-Douleurs.

### DuXVIIesiècleà la Révolution - le rattachement définitif à la France
Outre les trois rattachements provisoires du Comtat à la France (juillet à août 1663, 1688 à 1689 et 1768/1774), la peste sévit de nombreuses fois dont en 1720. Le dernier rattachement, bien que provisoire a laissé un parti pro-français dans le monde de l'industrie et du commerce qui ressent les entraves douanières venant de France. Par ailleurs, la France fait de plus en plus pression, justifiant que le Comtat était un refuge pour les déserteurs, contrebandiers ou encore jésuites chassés de France. Les papes restent intraitables. Le roi décide de ruiner le Comtat en taxant et interdisant certaines cultures ou industries. Le Comtat connaît le chômage. La contrebande est très forte.
En 1789, l'hiver est très rude et des maisons sont pillées à Avignon pour enlever du blé. Les glaces interdisent la navigation sur le Rhône et Avignon n’est plus ravitaillée. Les légumes gèlent et les paysans sont affamés. À la suite du 14 juillet 1789 et l'épisode de la grande peur, toutes les villes veulent leurs milices. Des insurrections éclatent dans de nombreuses villes et villages. À la suite des événements de 1789, le pape refuse la permission de convoquer les États généraux en 1790 et charge l'Assemblée générale de rechercher les abus. Cette dernière demande la réunion des États généraux qui vont finalement se tenir le 24 mai 1790 à Carpentras. Trois jours plus tard, les délégués décidèrent que les États seraient désormais l'Assemblée représentative du Comtat Venaissin, mettant un terme à quatre siècles de jurisprudence pontificale. Comme l'a souligné René Moulinas « En dépit du parallélisme apparent de leurs démarches, la municipalité d'Avignon et les États du Comtat restaient animés d'un esprit très différent dû en particulier au recrutement social de leurs principales vedettes. À Avignon, les meneurs étaient des roturiers, des négociants, des hommes de loi ou des maîtres artisans et des boutiquiers très proches du peuple. En revanche, à Carpentras, les rôles de ténors étaient tenus par des membres de l'aristocratie ». Le 31 mai 1790, l'assemblée abolit le régime féodal y compris les justices seigneuriales. Le 2 août, l'Assemblée rédige ses articles constitutionnels où tous les pouvoirs sont donnés à la Nation, les possessions des membres du clergé doivent être données au Comité ecclésiastique. Les ordres religieux sont supprimés.
Le 2 janvier 1791, à la suite de l'intervention des Avignonnais contre Cavaillon, quelques communes comtadines se mettent à l'abri dont Entraigues qui arbore les armes de France et se soustraient à l'autorité de l'Assemblée représentative, fidèle au pape. Enchâssée entre Carpentras la papale et Avignon la républicaine, Entraigues souffrit de cette position délicate.
Selon le Dictionnaire géographique, historique et politique des Gaules (XVIIIe siècle), Entraigues comptait selon le dénombrement de 1762, 190 maisons ou « feux » y compris les granges, soit un total de 734 personnes. Le terroir est jugé « assez ingrat » et seul le réseau des eaux de la Sorgue semble apporter de l'activité à la ville. À ce titre, il est indiqué qu'à un demi-lieue d'Entraigues se trouvait une papeterie sur un des bras de cette rivière, dans une maison de campagne nommée « Trévorse » (Trévouse).
Le 12 août 1793 fut créé le département de Vaucluse, constitué des districts d'Avignon et de Carpentras, mais aussi de ceux d'Apt et d'Orange, qui appartenaient aux Bouches-du-Rhône, ainsi que du canton de Sault, qui appartenait aux Basses-Alpes.
La culture de la garance mise en place sous l'impulsion du persan Jean Althen en 1766 dans les « paluds » du Comtat, explosera vraiment au XIXe siècle pour en faire la richesse du Comtat durant un siècle.

### Période contemporaine
Entraigues, comme toute la partie sud de la France, fait partie de la zone dite libre jusqu'en novembre 1942. Un fait marquant peut être signalé lors de la retraite des Allemands, à la suite du débarquement de Provence. Une partie de la ville, ancien terrain militaire désormais devenu ZAC du plan, fut utilisée pour stocker d'énormes quantités d'explosifs (bombes, torpilles et V2[réf. nécessaire]). Dans la nuit du 24 au 25 août 1944, des cordons Bickford furent placés sous les munitions afin d'y mettre le feu, mais les troupes coloniales s'employèrent à couper les mèches enflammées, sauvant ainsi les villes d'Entraigues et de Saint-Saturnin-les-Avignon.

### Toponymie
Au Moyen Âge, le village s'appelait Interaquis (1253), puis le nom évolua en Interaquas (1358) et Entre Aygues en 1560. On attribue ce nom, qui signifie « Entre les eaux » au fait que la ville, construite à l'origine sur un rocher de safre coquillier, était initialement entourée de marécages (ce qui n'est plus le cas actuellement). Jusqu'en 1993, la commune s'appelait Entraigues-sur-Sorgues. Le nom propre de la rivière en français, la Sorgue, vient du nom commun provençal sorga qui signifie source, petit cours d'eau. Entraigues-sur-la-Sorgue signifie littéralement « entre les rivières sur le ruisseau ». 

Le nom provençal de la commune est Entraigo selon la norme mistralienne et Entraigas selon la norme classique. « Sur-la-Sorgue » est l'appendice administratif français qui permet de distinguer les communes portant le même nom.

### Héraldique
| Entraigues-sur-la-Sorgue | Les armes peuvent se blasonner ainsi : De sinople à deux clés d'or passées en sautoir liées d'un ruban de sable et d'or |

Les deux clés d'or sont les clefs pontificales, emblème du pouvoir temporel et du pouvoir spirituel du Pape, et les trois tours correspondent aux trois portes de l'enceinte médiévale (XIIe et XIVe siècles).

## Politique et administration

### Liste des maires

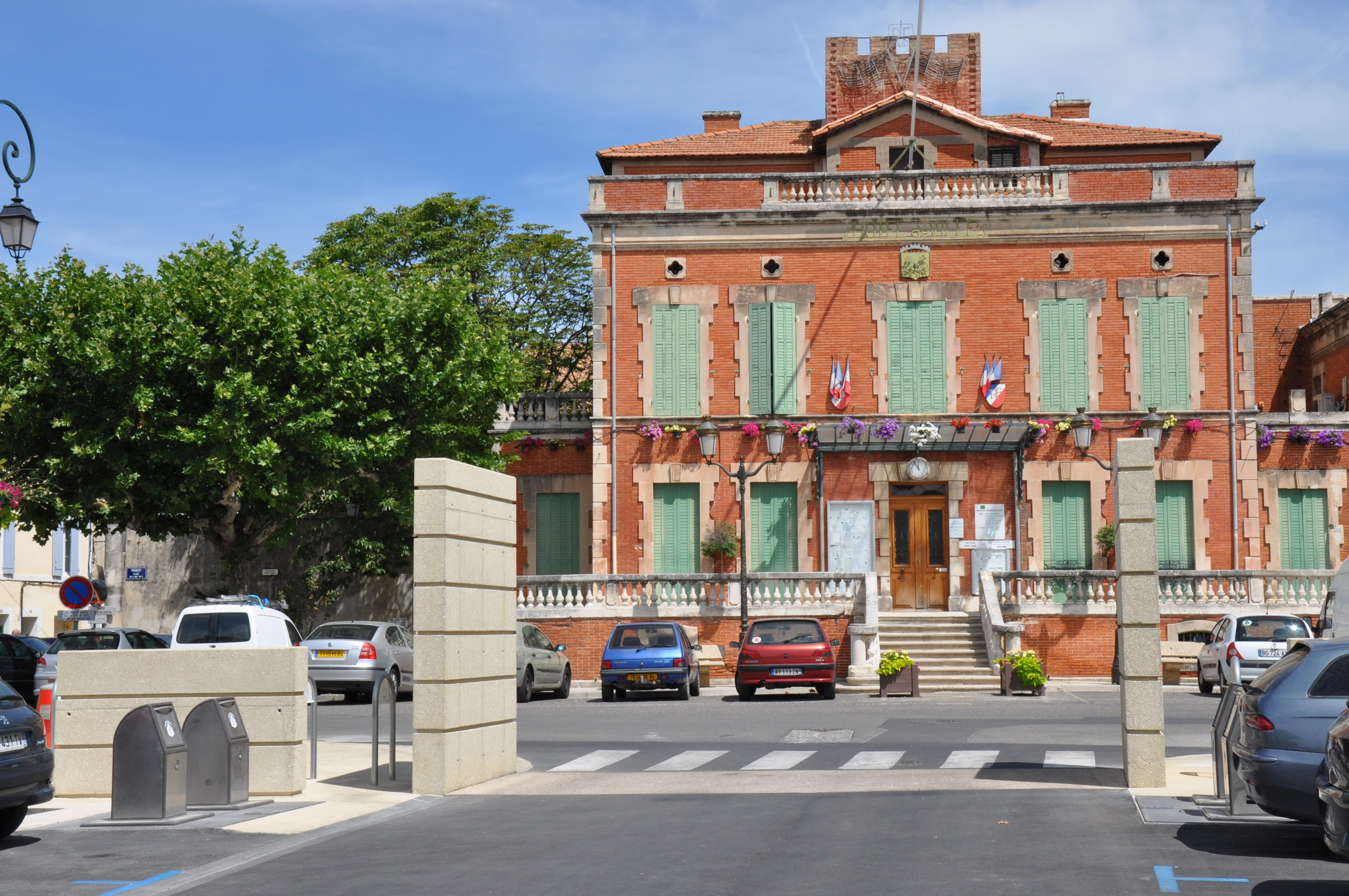
La mairie d'Entraigues-sur-la-Sorgue.

| Période                                  | Période  | Identité         | Étiquette | Qualité                                                                                      |
| ---------------------------------------- | -------- | ---------------- | --------- | -------------------------------------------------------------------------------------------- |
| Maire en 1940                            |          | Laurent Bertrand | Rad.      |                                                                                              |
| Les données manquantes sont à compléter. |          |                  |           |                                                                                              |
| 1959                                     | 1971     | Albert Mathieu   |           |                                                                                              |
| mars 1971                                | 1984     | Max Bertrand     | PCF       | Secrétaire général de mairie Conseiller régional de Provence-Alpes-Côte d’Azur (1975 → 1984) |
| 1984                                     | En cours | Guy Moureau      | PCF       | Agent administratif                                                                          |
| Les données manquantes sont à compléter. |          |                  |           |                                                                                              |

### Administration municipale
Le conseil municipal de la ville est composé de 29 élus répartis de la manière suivante :

### Budget et fiscalité 2016
En 2016, le budget de la commune était constitué ainsi :
- total des produits de fonctionnement : 14 567 000 €, soit 1 764 € par habitant ;
- total des charges de fonctionnement : 14 066 000 €, soit 1 703 € par habitant ;
- total des ressources d’investissement : 13 326 000 €, soit 1 614 € par habitant ;
- total des emplois d’investissement : 11 029 000 €, soit 1 336 € par habitant.
- endettement : 13 039 000 €, soit 1 579 € par habitant.

Avec les taux de fiscalité suivants :
- taxe d’habitation : 12,40 % ;
- taxe foncière sur les propriétés bâties : 21,67 % ;
- taxe foncière sur les propriétés non bâties : 61,17 % ;
- taxe additionnelle à la taxe foncière sur les propriétés non bâties : 0,00 % ;
- cotisation foncière des entreprises : 0,00 %.

Chiffres clés Revenus et pauvreté des ménages en 2014 : Médiane en 2014 du revenu disponible, par unité de consommation : 19 731 €.

### Politique de développement durable
La commune a engagé une politique de développement durable en lançant une démarche d'Agenda 21 en 2006. La réhabilitation de la friche industrielle du moulin des Toiles fait partie d'une démarche HQE et est l'objet du label Agenda 21.
La collecte et traitement des déchets des ménages et déchets assimilés et le contrôle de la qualité de l'air se fait dans le cadre de la communauté d'agglomération du Grand Avignon, elle-même adhérente au syndicat mixte pour la valorisation des déchets du pays d'Avignon.
La commune dispose d'une station d'épuration de 63000 Equivalent Habitants.

### Intercommunalité
Le 24 octobre 2001, par arrêté préfectoral, Entraigues fut rattachée à la communauté de communes Les Sorgues du Comtat.
À la suite d'un vote au conseil municipal en septembre 2008, puis à la validation du préfet, Entraigues est rattachée à la Communauté d'agglomération du Grand Avignon le 1er janvier 2009. Ce changement permet à la commune de bénéficier du service de bus de la TCRA, toutefois l'opposition critique l'augmentation du tarif pour le transport scolaire.

### Jumelages
La commune est jumelée avec la ville italienne de Fossombrone.

## Démographie

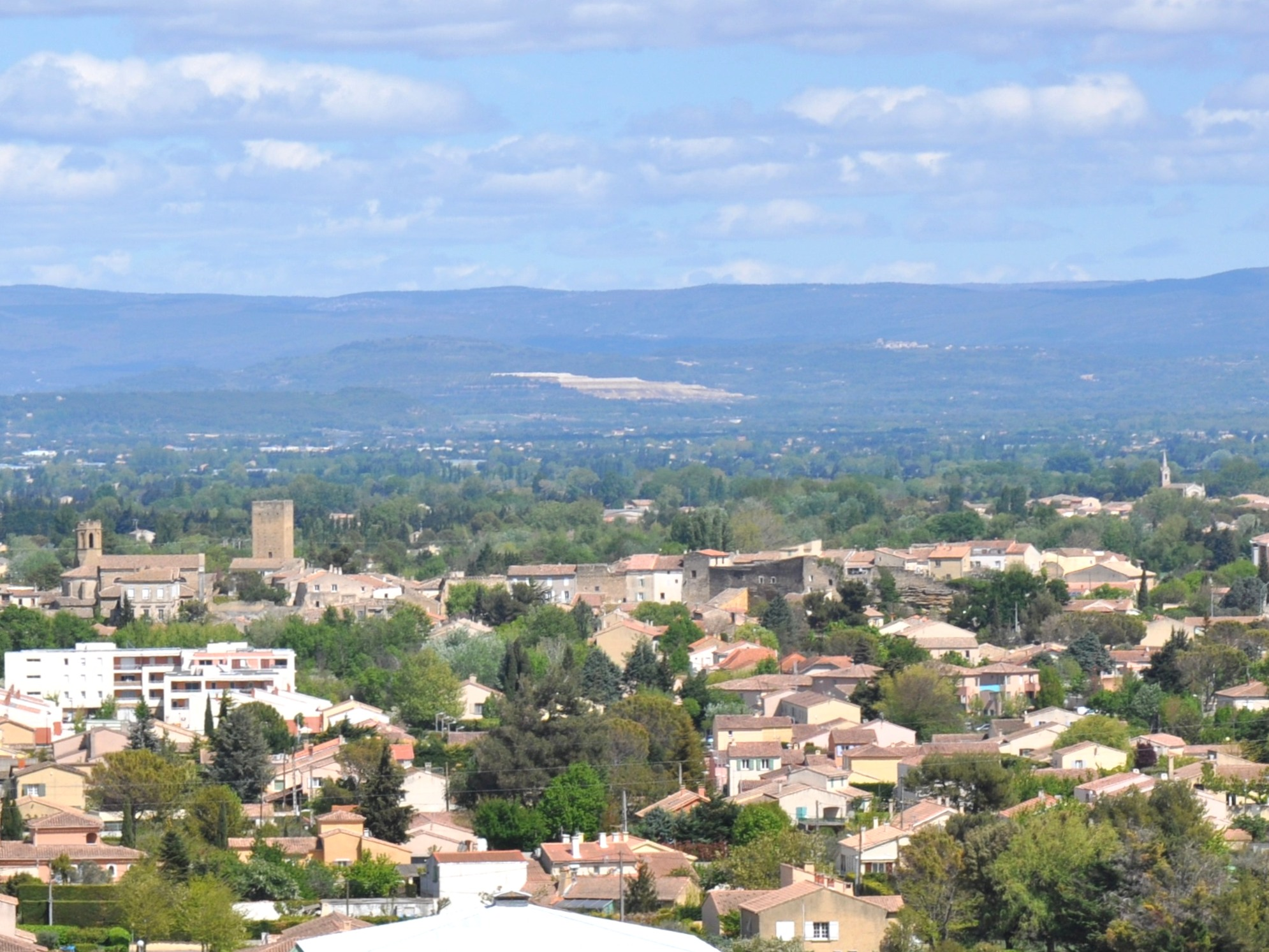
Entraigues-sur-la-Sorgue depuis la colline de Sève).

D'après les derniers chiffres de l'INSEE (2007) l'augmentation actuelle de la population de +1,5 % sur la période 1999/2007 reste identique à la hausse de 1990 à 1999, mais nettement inférieur à l’urbanisation des années 1960 (+4,31 % de 1962/1968 et +5,6 % de 68/75), période du réel changement démographique de la commune qui stagnait à 2 000 habitants depuis le XIXe siècle.

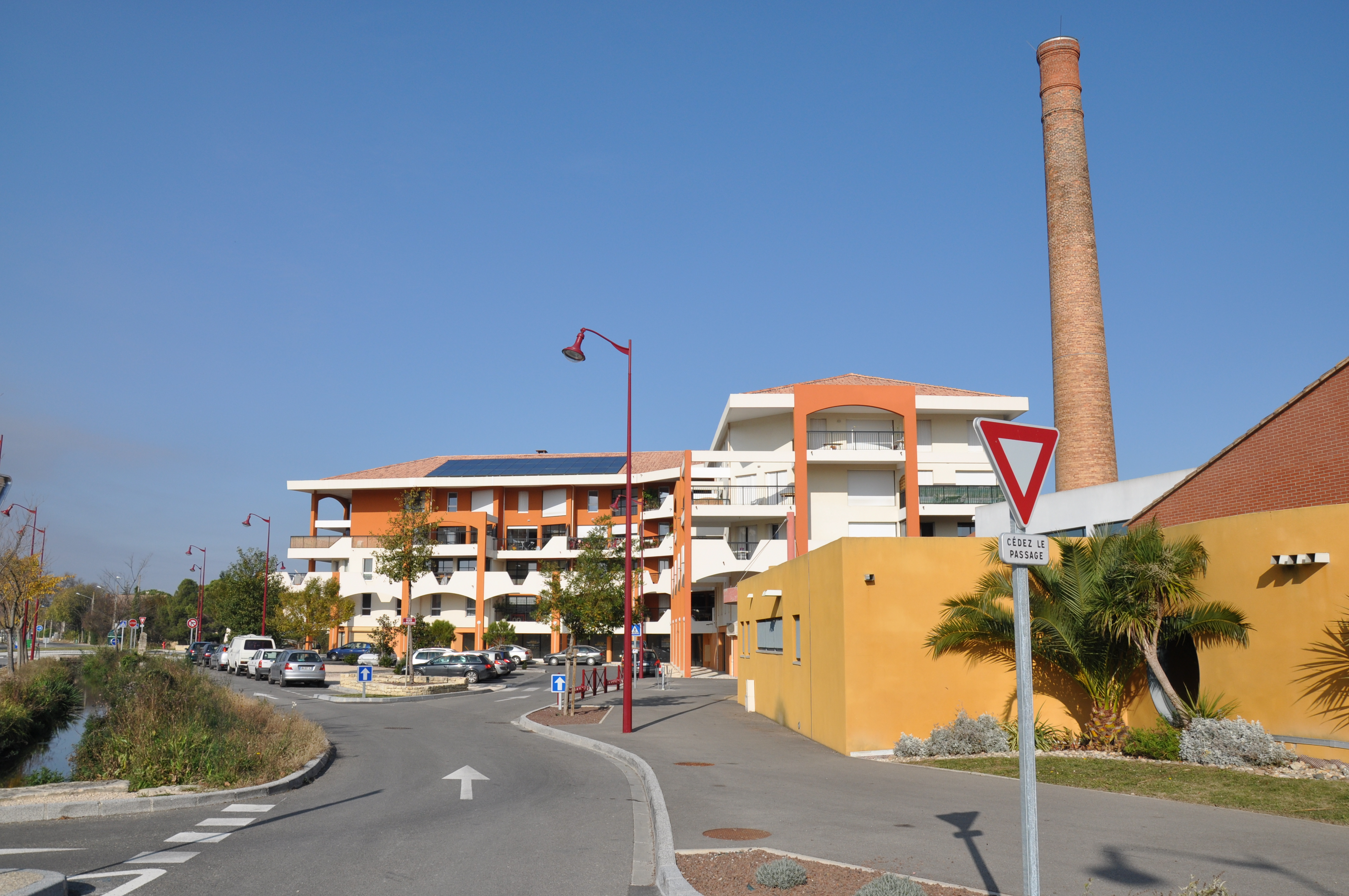
Le nouveau quartier Moulin des Toiles.

La récente progression reste conforme aux autres communes voisines sur la même période (99/2007) comme Monteux avec +1,5 %, Vedène avec +1,6 % voire inférieur à d'autres communes de l'est d'Avignon (Saint-Saturnin-lès-Avignon avec + 3,2 %, Morières-lès-Avignon avec + 1,9 %, Althen-des-Paluds avec +2,6 %).
La part des 25 à 39 ans et des 40 à 54 ans représentent respectivement 19,78 % et 20,81 % de la population, soit exactement comme la moyenne française métropolitaine. En revanche, la part des 55 à 64 ans ou plus est légèrement plus importante que la moyenne française.
L'augmentation de la population due au solde migratoire (différence entre les arrivées et les départs sur la commune) est relativement stable, équivalent aux années 1975 à 1982 et inférieur aux années 1990.
Environ 80 % de la population active travaille hors de la ville, dont 71,7 % dans le département de Vaucluse.
Le taux de chômage a baissé pour la population communale, passant de 8,7 % en 1999 à 7 % en 2007. Cela s'explique par une hausse du nombre d'actifs ayant un emploi (66,4 % en 2007 contre 60,9 % en 1999) et une hausse des retraités (9,3 % contre 7,1 % en 1999).
Concernant la population de plus de 15 ans ou plus, on observe que comparé à la moyenne française, la part des retraités, ouvriers est relativement identique à la moyenne. En revanche, la part des populations sans activité professionnelle est plus faible (15 % contre 18 % en France), tout comme la part des cadres (5,7 % contre 8,4 %) et agriculteurs (0,6 % contre 1,05 %) tandis que la part des employés est plus importante que la moyenne (19,2 % contre 16,6 %).
L'évolution du nombre d'habitants est connue à travers les recensements de la population effectués dans la commune depuis 1793. Pour les communes de moins de 10 000 habitants, une enquête de recensement portant sur toute la population est réalisée tous les cinq ans, les populations de référence des années intermédiaires étant quant à elles estimées par interpolation ou extrapolation. Pour la commune, le premier recensement exhaustif entrant dans le cadre du nouveau dispositif a été réalisé en 2004.

En 2022, la commune comptait 8 888 habitants, en évolution de +5,86 % par rapport à 2016 (Vaucluse : +1,73 %, France hors Mayotte : +2,11 %).
| 1793 | 1800 | 1806 | 1821  | 1831  | 1836  | 1841  | 1846  | 1851  |
| ---- | ---- | ---- | ----- | ----- | ----- | ----- | ----- | ----- |
| 900  | 940  | 960  | 1 228 | 1 405 | 1 613 | 1 691 | 1 927 | 2 051 |

| 1856  | 1861  | 1866  | 1872  | 1876  | 1881  | 1886  | 1891  | 1896  |
| ----- | ----- | ----- | ----- | ----- | ----- | ----- | ----- | ----- |
| 2 124 | 2 122 | 2 225 | 2 308 | 2 057 | 1 912 | 1 940 | 1 923 | 1 802 |

| 1901  | 1906  | 1911  | 1921  | 1926  | 1931  | 1936  | 1946  | 1954  |
| ----- | ----- | ----- | ----- | ----- | ----- | ----- | ----- | ----- |
| 1 905 | 2 291 | 2 468 | 2 069 | 2 367 | 2 474 | 2 303 | 2 277 | 2 467 |

| 1962  | 1968  | 1975  | 1982  | 1990  | 1999  | 2004  | 2006  | 2009  |
| ----- | ----- | ----- | ----- | ----- | ----- | ----- | ----- | ----- |
| 2 608 | 3 357 | 4 900 | 5 335 | 5 788 | 6 612 | 7 095 | 7 431 | 7 690 |

| 2014  | 2019  | 2022  | - | - | - | - | - | - |
| ----- | ----- | ----- | - | - | - | - | - | - |
| 8 230 | 8 595 | 8 888 | - | - | - | - | - | - |

## Économie

### Industrie
La commune relève d'une forte tradition industrielle. De nombreux moulins profitèrent de la proximité de la Sorgue pour s'implanter dans la ville. Déjà, en 1454, on blanchissait les toiles dans le Moulin des Toiles. On tissa ensuite les toiles puis de la soie dans les années 1920.
L'usine de Valobre traitait quant à elle la ramie afin d'en tirer les fibres nécessaires à la fabrication des billets de la Banque de France. C'était une importante papeterie qui compta jusqu'à 250 ouvriers.
L'usine de Trévouse, initialement orientée vers le traitement de la garance, devint une brasserie[réf. nécessaire] puis une glacière renommée au début du XXe siècle, Engelbert Hoesl, maître brasseur d'origine bavaroise et marié à une Comtadine, étant le propriétaire-directeur des « Glacières de Trévouse »[réf. nécessaire]. Les pains de glace parallélépipédiques sans aucune opacité et dont le brevet avait été déposé[réf. nécessaire], étaient obtenus à partir d'un forage effectué près de la Sorgue.
De nos jours, les industries sont principalement situées sur la ZAC du Plan. On peut noter que le barrage de l'usine de Valobre est désormais utilisé pour produire de l'électricité.

### Tourisme
Située dans la plaine du Comtat Venaissin, avec sa situation à proximité d'Avignon et de son riche patrimoine, de Carpentras et du mont Ventoux, avec la présence de la Sorgue, la commune voit le tourisme occuper directement ou indirectement une place non négligeable de son économie.

### Agriculture
Le territoire de la commune est une plaine arrosée par la Sorgue ce qui est relativement propice à l'agriculture. Elle s'est orientée vers la culture des primeurs (fruits et légumes) qui sont expédiés par les marchés gares de Carpentras et de Cavaillon.

## Lieux et monuments
- La tour dite des Templiers : entièrement rénovée en 2006 après quatorze ans de travaux morcelés, cette tour carrée de 20 m (qui n'a jamais eu aucun rapport avec l'ordre des Templiers) se dressant au cœur de la commune est le vestige du Château Vieux. L'édifice, probablement construit au XIe ou XIIe siècle, a été remanié plusieurs fois aux XIIIe et XIVe siècles : deux étages furent rajoutés, ainsi que les créneaux.

Selon le service archéologique du département, cette tour est l'un des seuls vestiges encore visible aujourd'hui d'un ancien château (castrum) qui comprenait des logis, dépendances et une ancienne chapelle. Il est fort probable que ce soit la famille d'Ancézune, seigneur d'Entraigues au XIIe siècle et au début du XIIIe siècle qui a entrepris la construction de cette tour.
Si cette tour pouvait servir de point de défense en cas d'attaque, voire de stockage pour des céréales prélevées aux paysans, il est certain que les pièces sont trop étroites pour avoir servi de logis seigneurial.
La tour peut être visitée et offre un panorama sur le mont Ventoux, les Dentelles de Montmirail et les monts de Vaucluse.
- Les remparts du XIVe siècle :

On trouve dans Entraigues de nombreux vestiges de son enceinte médiévale. À la suite des attaques de la peste noire dont celle de 1348, un officier pontifical (le Comtat étant alors gouverné par les papes) considéra que la population d'Entraigues n'était plus assez nombreuse et qu'il convenait de détruire toute une partie du village, située au sud. Sous la pression des derniers habitants, l'officier renonça, mais sous condition que les derniers habitants de Saint-Saturnin les Avignon viennent habiter Entraigues. À la suite de cet accord, les nouvelles enceintes de la ville sont tracées et les travaux sont engagés à la fin du XIVe siècle.
- L'église Saint-Pierre-aux-Liens : cette église fut érigée en 1840 sur les ruines de Notre-Dame-des-Sept-Douleurs, détruite par les huguenots. Après huit ans de travaux, elle fut totalement rénovée en 2006.
- La bastide de Trévouze : c'est le seul monument de la commune à être partiellement inscrit sur la liste des monuments historiques[69]. En effet, la tour d'escalier, les façades et toitures de l'aile ainsi que le portail d'entrée sont protégés depuis le 31 janvier 1997. Le nom de Trévouze vient des premiers propriétaires de la bastide : les Trivulzio (francisé en Trivulce).
- Monument aux morts[70],[71].

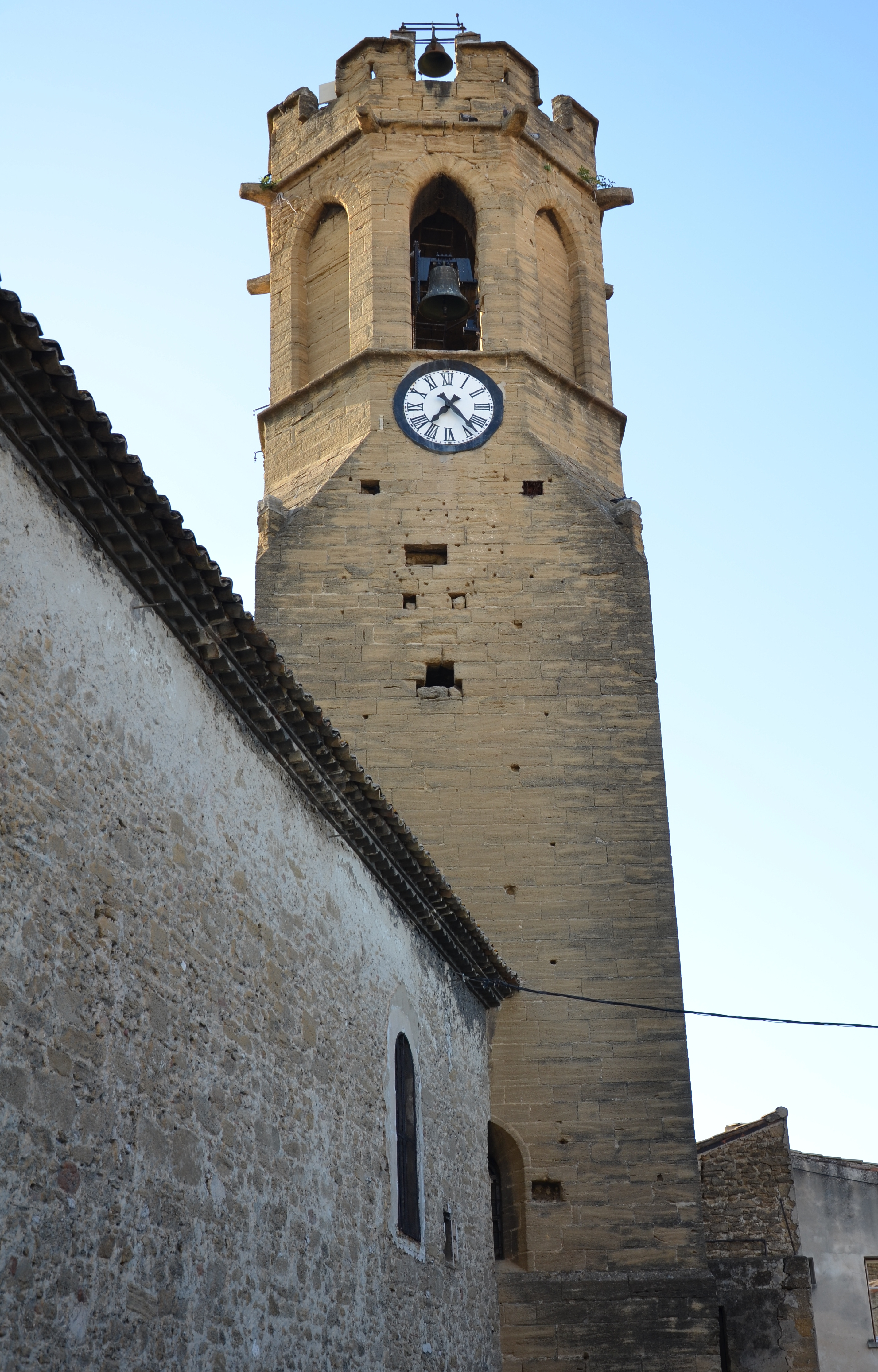
L'église Saint-Pierre-aux-Liens.
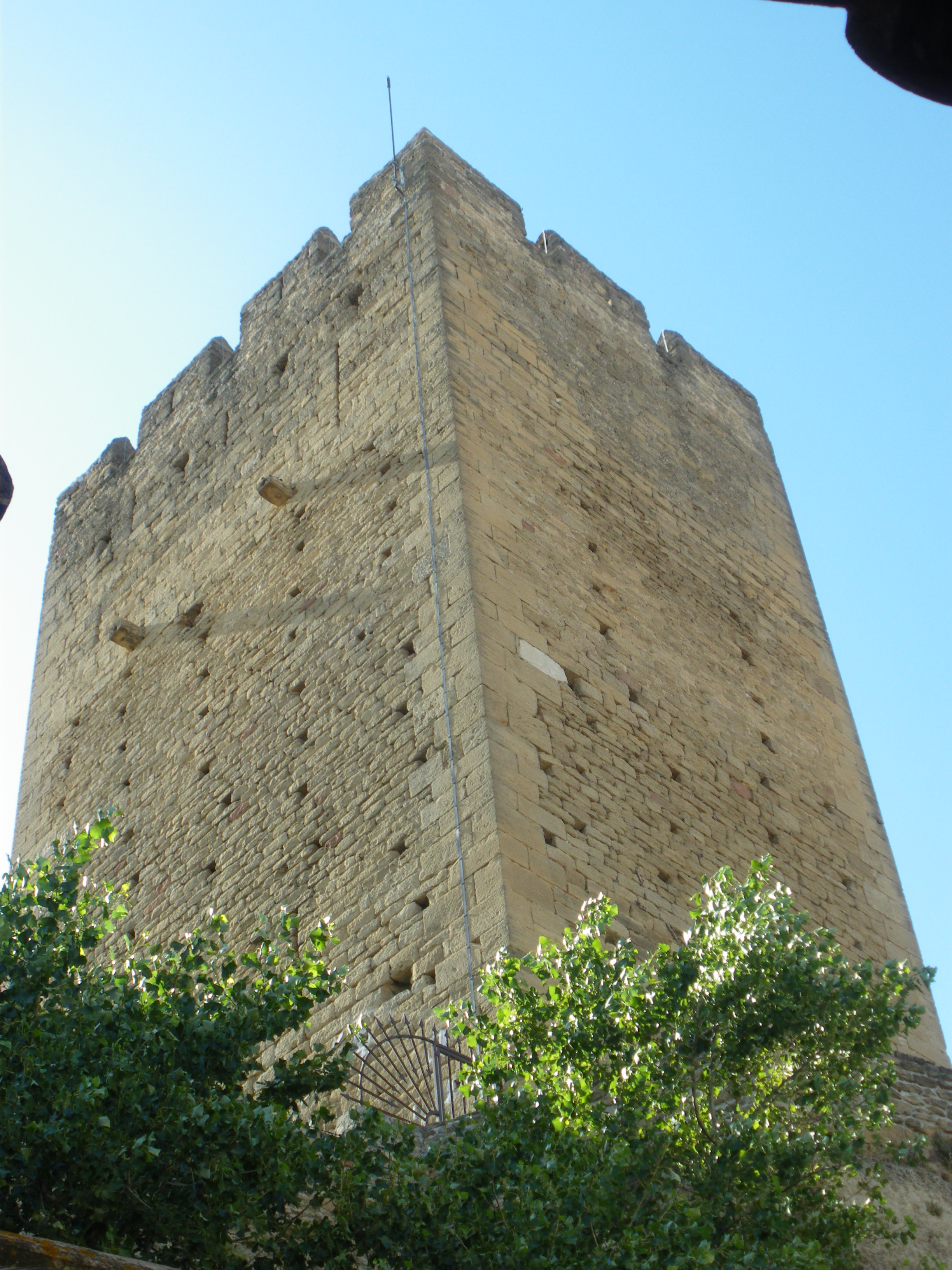
La tour des Templiers.
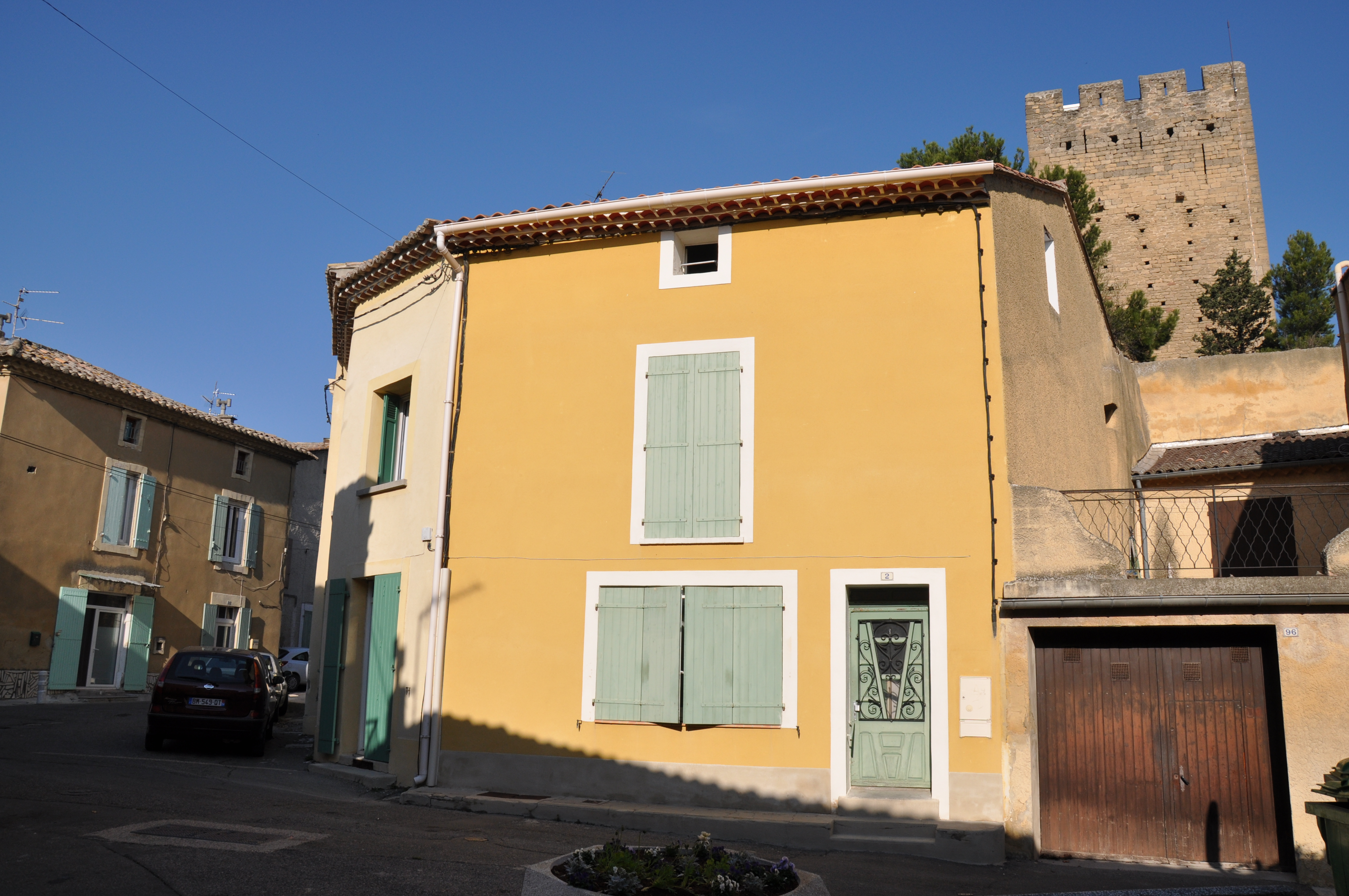
Vue sur la tour des Templiers depuis le centre.

## Équipements ou Services

### Enseignement
La commune possède deux écoles maternelles (écoles Jacques-Prévert et Louise-Michel) ainsi que deux écoles primaires (écoles Marie-Mauron et Robert-Desnos), ensuite les élèves sont affectés au collège Diderot à Sorgues, puis vers les lycées d'Avignon et l'université sur Avignon.

### Sports
Nombreux clubs sportifs dont pratique du rugby (US Entraigues XIII), du basket (US Entraigues Basket - Ball), de la pétanque (La Boule entraiguoise), du judo (US Entraigues Judo) ou encore du Tennis de Table (USRE).
Le passage de la Sorgue permet la pratique de la pêche.
La proximité du mont Ventoux attire des cyclistes.

### Santé
L'on trouve des hôpitaux à Carpentras et à Avignon.

## Vie locale

### Cultes
Catholique (paroisse d'Entraigues).
Cimetière.

### Musique
Depuis 2010, le jazz est à l'honneur sur la commune d'Entraigues-sur-la-Sorgue, le premier vendredi, samedi et dimanche de juin grâce au Jazz Entraigues Festival[réf. nécessaire].

## Personnalités liées à la commune
- Raymond Guilhem de Budos (? - 1363), neveu de Clément V, seigneur de Clermont, Lodève, Budos, Beaumes-de-Venise, Bédoin, Caromb, Entraigues, Loriol et Mormoiron, gouverneur de Bénévent, maréchal de la Cour pontificale et recteur du Comtat Venaissin de 1310 à 1317.

## Photographies

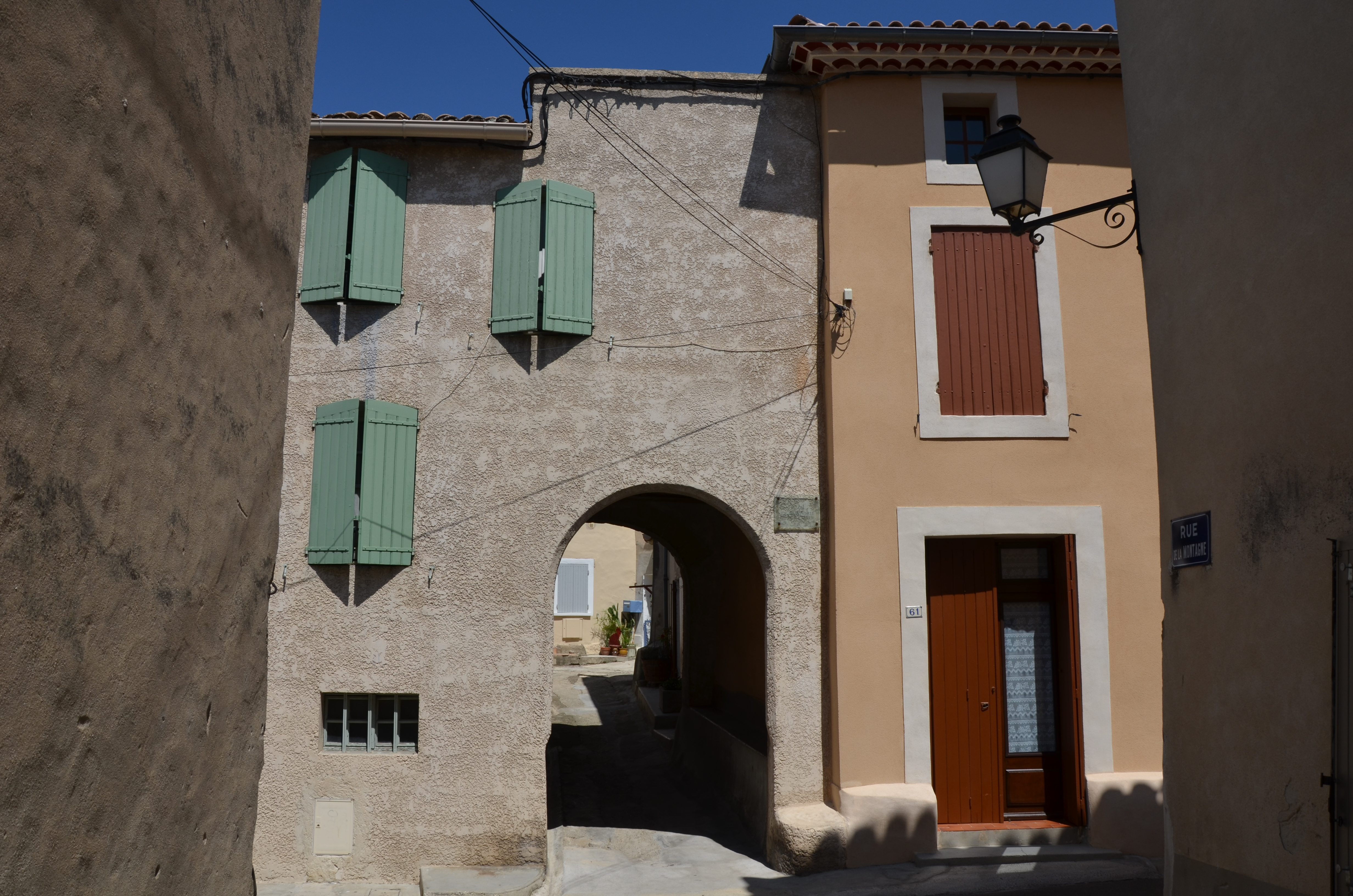
Cour de la Juiverie.
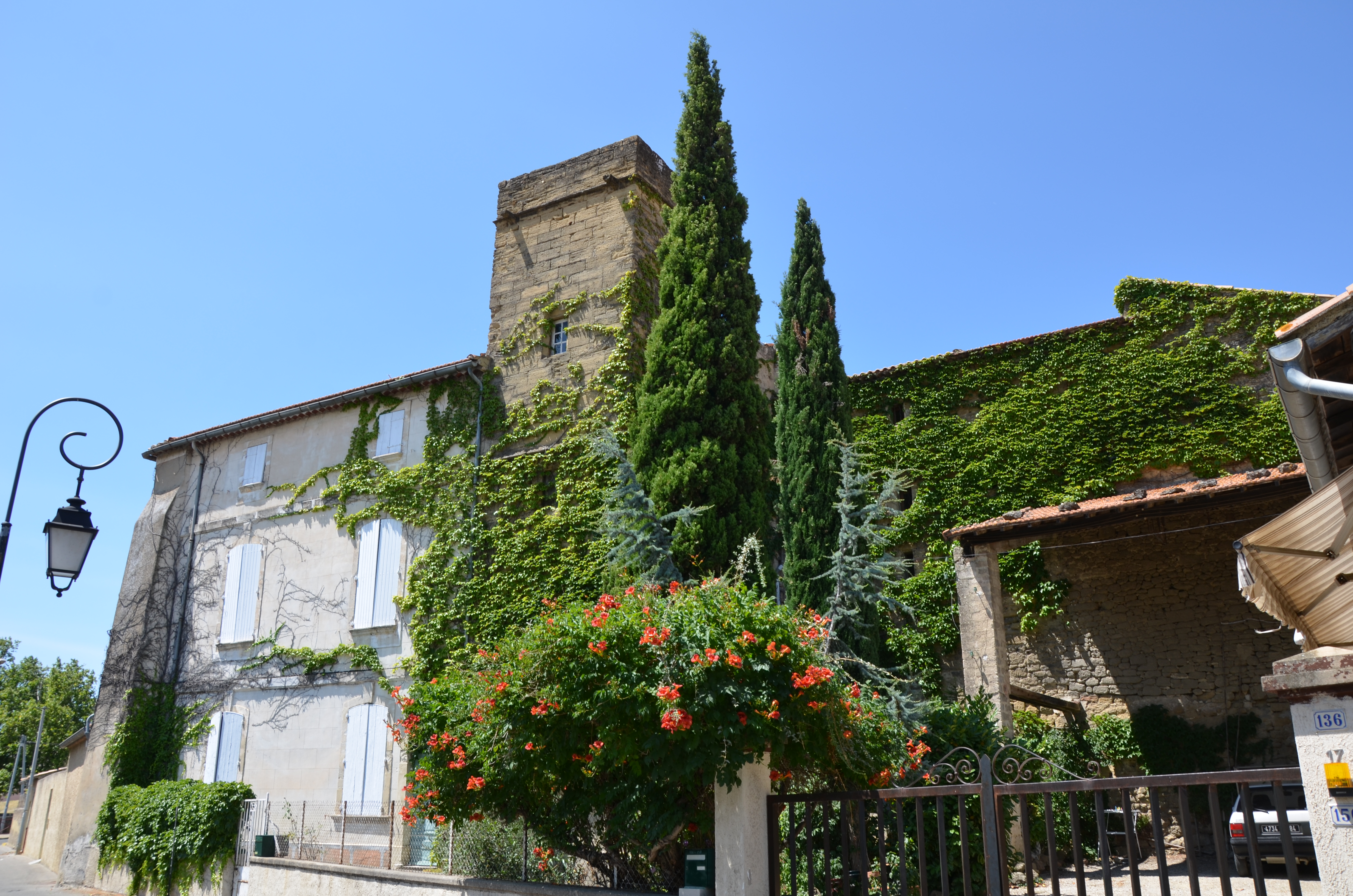
Rue du Château dans le vieux village.
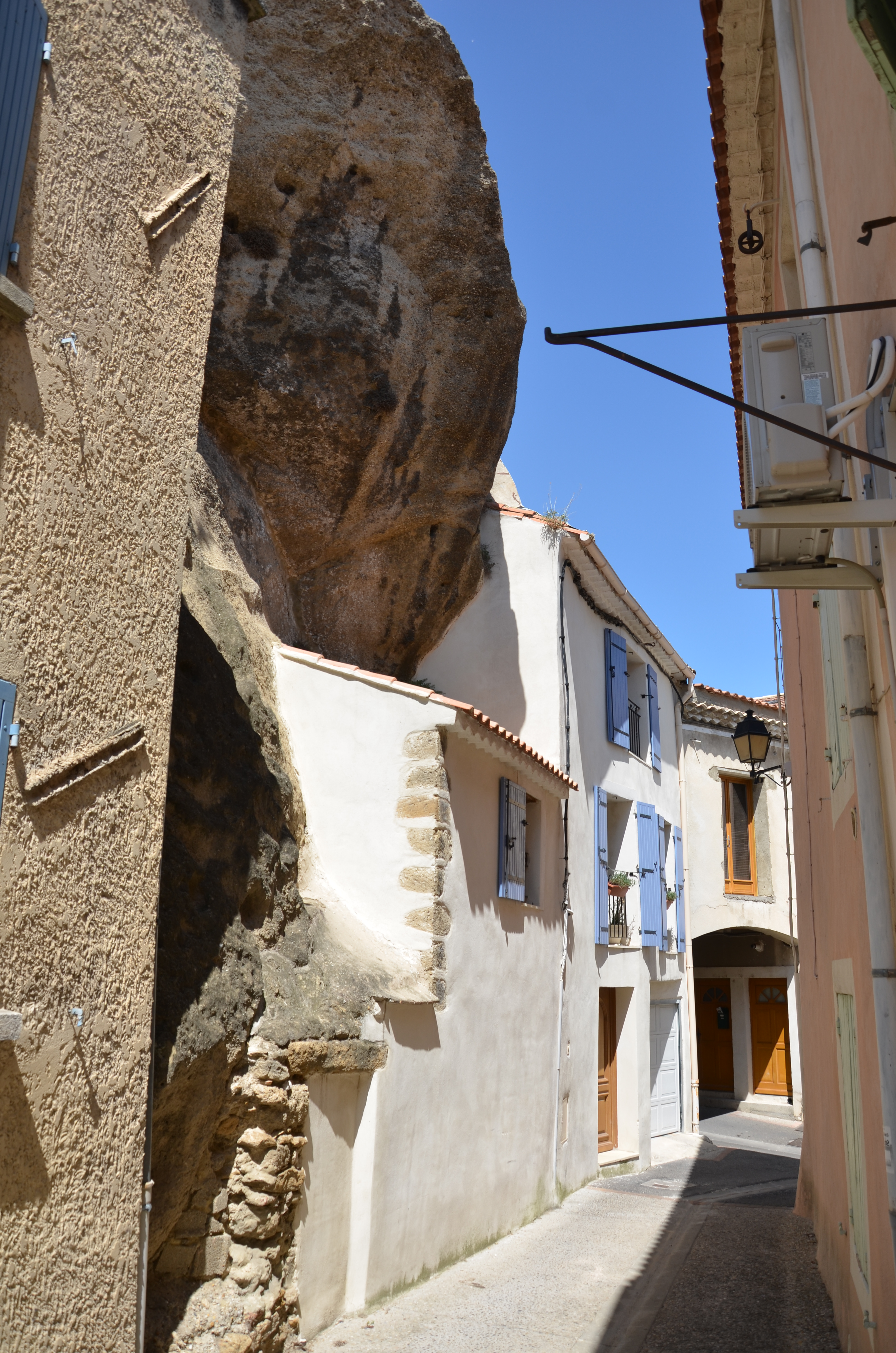
Une ruelle dans le vieux village avec certaines habitations intégrées dans la roche.
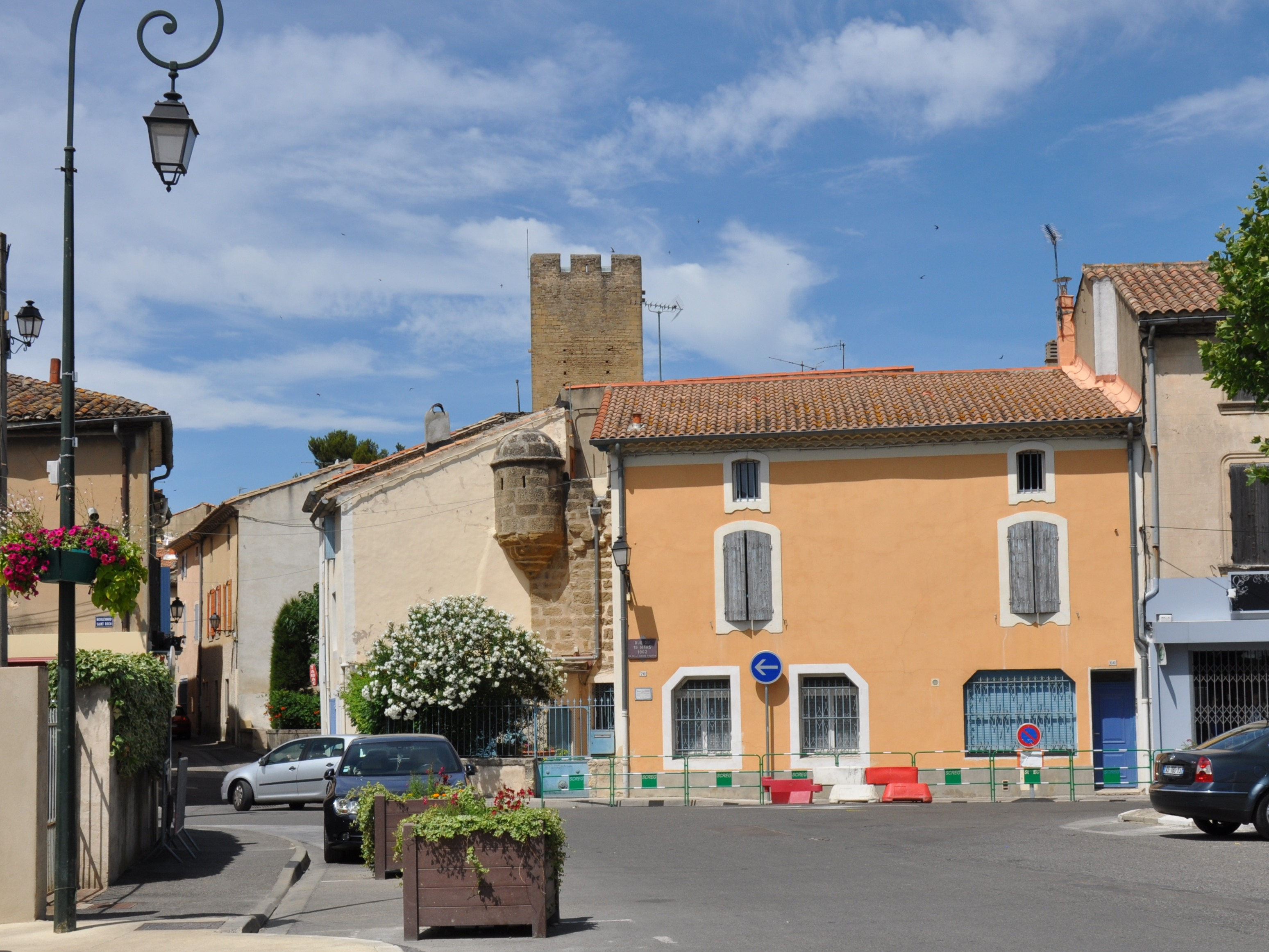
Vue sur la tour des Templiers avec les vestiges de l'ancienne muraille.
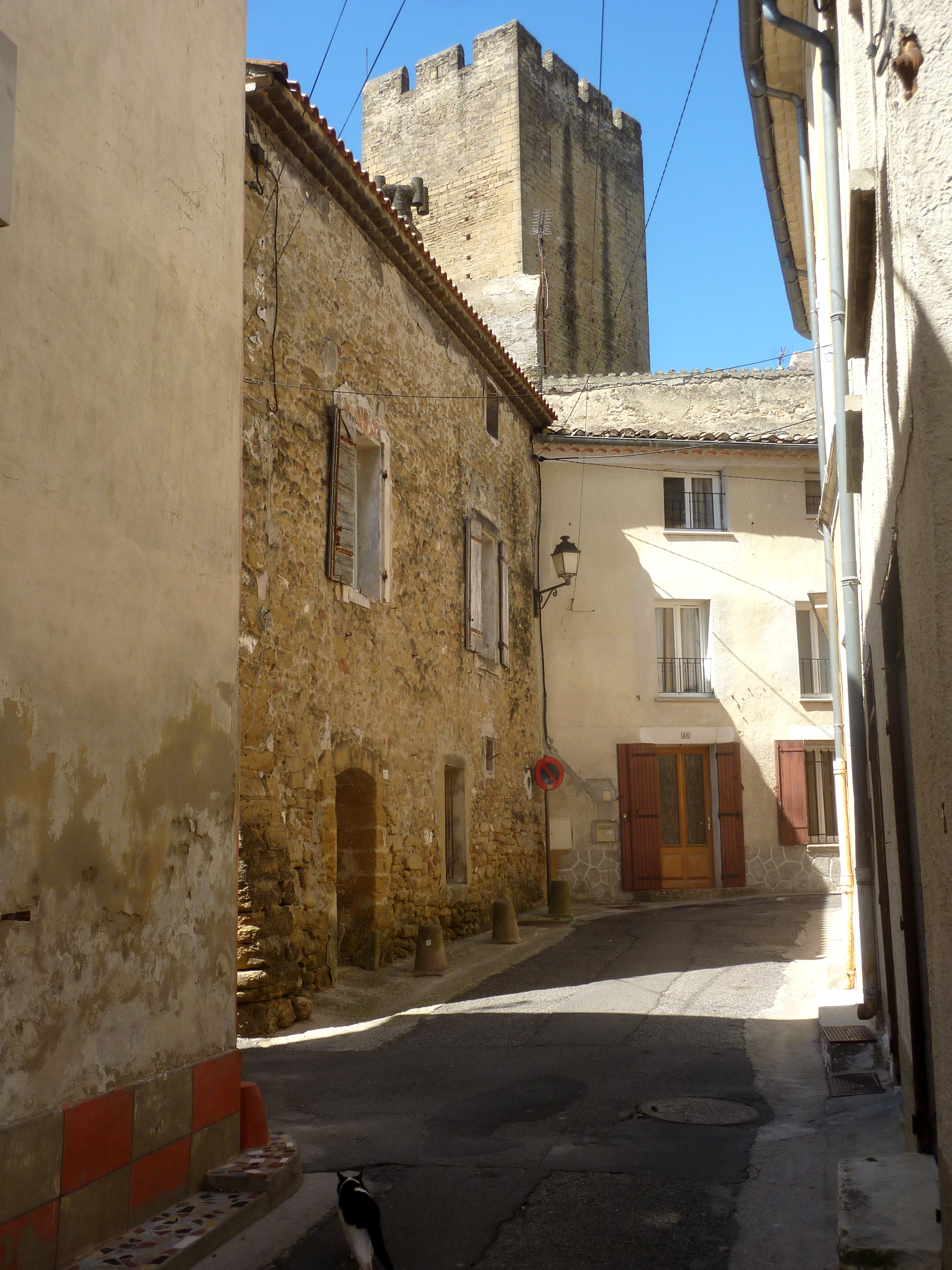
Vue sur la tour des Templiers depuis le vieux village.
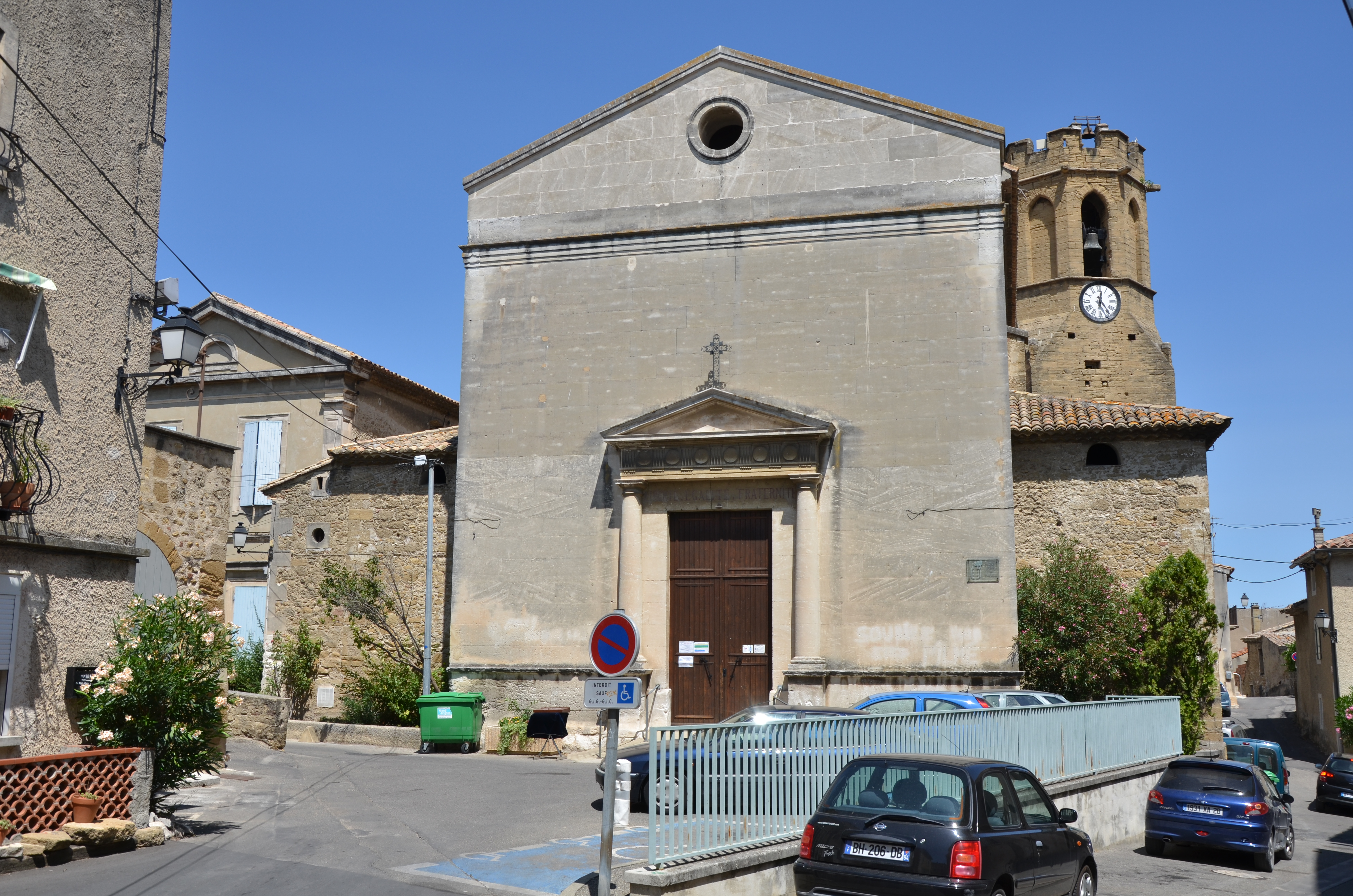
L'église Saint-Pierre-aux-liens.
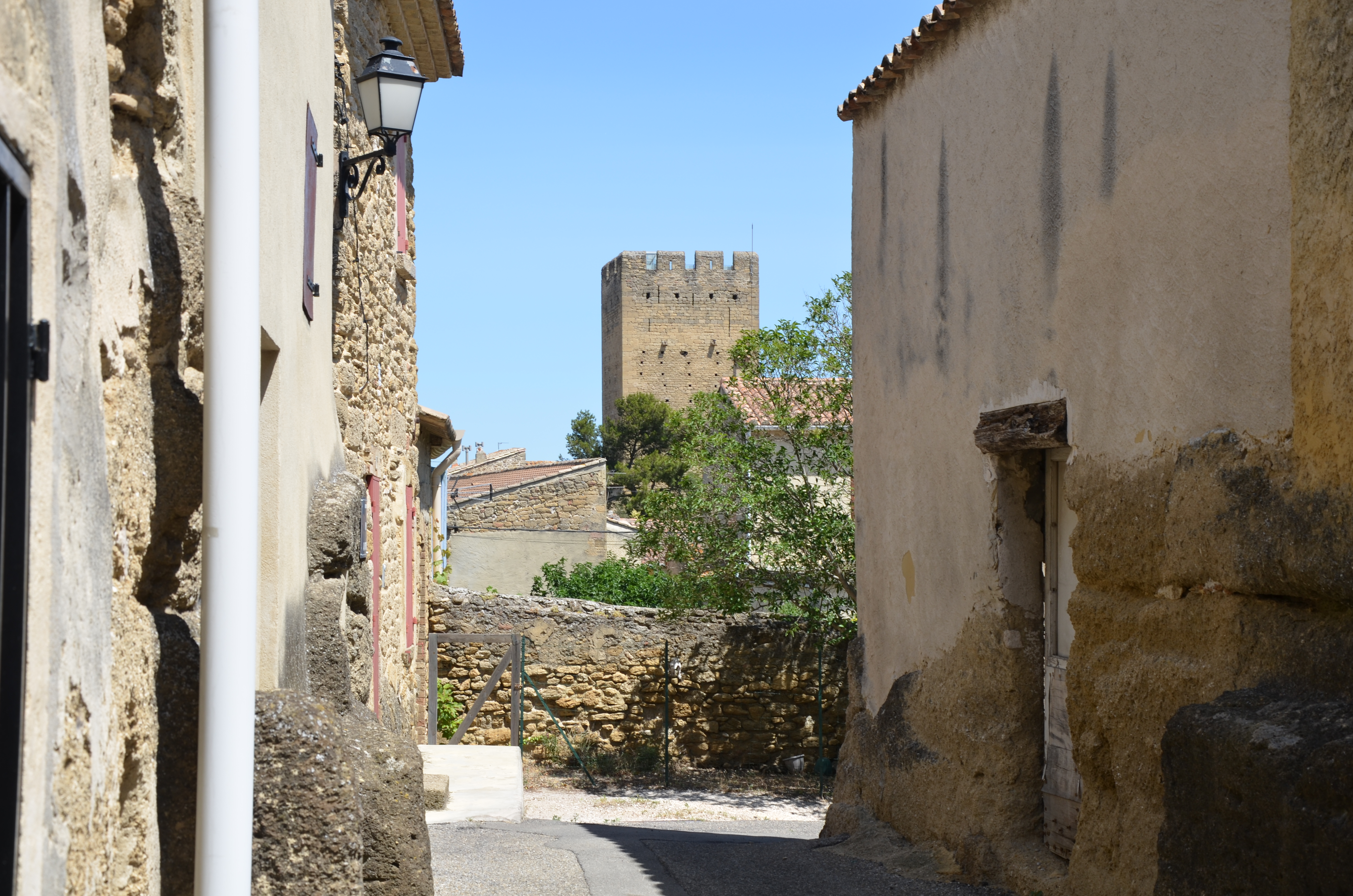
Rue du Rocher.